# Saint-Dizier
Cet article possède des paronymes, voir Saint-Didier et Saint-Lizier.
Saint-Dizier est une commune française située dans le département de la Haute-Marne dans la région Grand Est. À mi-chemin entre Paris et Strasbourg sur la RN 4, Saint-Dizier est située à 15 km du lac du Der, l’un des plus grands lacs artificiels d’Europe.
Ses habitants sont appelés les Bragards.
À Saint-Dizier, l’histoire de la métallurgie est très ancienne. Elle connaît son apogée au XIXe siècle quand des artistes célèbres comme Hector Guimard font appel aux fonderies locales pour réaliser leurs créations. L’industrie métallurgique est toujours présente dans la ville.
La ville est également le berceau des crèmes glacées Miko, créées par Luis Ortiz en 1921. En centre-ville, l’ancien site de l’usine Miko a été transformé en cinéma multiplexe, le Ciné Quai, qui conserve aujourd’hui la tour Miko des années 1930 avec une exposition qui retrace l'histoire du site. L’usine de crème glacée fonctionne toujours mais a été déplacée vers la zone industrielle de 3 Fontaines.
Saint-Dizier accueille la base aérienne 113 Saint-Exupéry.

## Géographie

### Localisation
Saint-Dizier se trouve dans la région Grand Est. La ville est située dans le nord de la Haute-Marne et est traversée par deux cours d'eau, la Marne et l'Ornel. C'est la ville la plus peuplée du département.
La ville est à quelques kilomètres d'un des plus grands lacs artificiels d'Europe, le lac du Der. Elle est également proche des plus grandes villes de la région, Reims, Nancy et Troyes.

### Communes limitrophes
Les communes limitrophes sont Trois-Fontaines-l'Abbaye, Bettancourt-la-Ferrée, Chancenay, Eurville-Bienville, Hallignicourt, Humbécourt, Laneuville-au-Pont, Moëslains, Roches-sur-Marne, Valcourt, Villiers-en-Lieu et Ancerville.
| Villiers-en-Lieu                      | Chancenay Trois-Fontaines-l'Abbaye (Marne) | Bettancourt-la-Ferrée                                                            |
| Hallignicourt                         | Saint-Dizier                               | Ancerville (Meuse)                                                               |
| Laneuville-au-Pont Moëslains Valcourt | Humbécourt                                 | Roches-sur-Marne Eurville-Bienville Troisfontaines-la-Ville (par un quadripoint) |

### Hydrographie
La commune est dans la région hydrographique « la Seine de sa source au confluent de l'Oise (exclu) » au sein du bassin Seine-Normandie. Elle est drainée par le canal de la Marne à la Saône, la Marne, le canal d'Amenée du Barrage Réservoir Marne, la Fosse de Charles Quint, l'Ornel, le cours d'eau 01 du Grand Étang, le canal 01 de la Noue, le cours d'eau 02 de la commune de Saint-Dizier, le cours d'eau 02 du Grand Étang, le cours d'eau 03 de la commune de Saint-Dizier, le Fossé 01 de la commune de Saint-Dizier, le Fossé 01 de la Côte aux Chats, le Fossé 01 de la Fosse Fadoue, le Fossé 01 de Marnaval, le Fossé 01 de sous la Carrière, le Fossé 01 du Bois de Chance, le Fossé 01 du Fond des Plaines, le Fossé 01 sous la Haie Renaut, le Fossé 04 de la commune de Saint-Dizier, le Fossé 05 de la commune de Saint-Dizier, le ru du Moulinet, le ruisseau de la Chausse, le ruisseau des Frouchis et divers autres petits cours d'eau,.
Le Canal de la Marne à la Saône est un canal à bief de partage au gabarit Freycinet, d'une longueur de 160 km reliant les vallées de la Marne et de la Saône, géré par les Voies navigables de France.
La Marne  prend sa source sur le plateau de Langres, dans la commune de Saints-Geosmes (Haute-Marne) et se jette dans la Seine entre Charenton-le-Pont et Alfortville (Val-de-Marne) dans le quartier de Conflans-l'Archevêque. Les caractéristiques hydrologiques de la Marne sont données par la station hydrologique située sur la commune. Le débit moyen mensuel est de 25,3 m3/s. Le débit moyen journalier maximum est de 496 m3/s, atteint lors de la crue du 14 janvier 1955. Le débit instantané maximal est quant à lui de 209 m3/s, atteint le 3 novembre 1998.
Le Canal d'amenée du Barrage-réservoir de la Marne est un canal, chenal et un cours d'eau naturel non navigable de 19 km reliant Saint-Dizier à Giffaumont-Champaubert où il se jette dans le canal de restitution.
Le Fossé de Charles Quint, d'une longueur de 15 km, prend sa source dans la commune de Bettancourt-la-Ferrée et se jette  dans la Marne à Sapignicourt, après avoir traversé six communes.
L'Ornel, d'une longueur de 14 km, prend sa source dans la commune de Rupt-aux-Nonains et se jette  dans la Marne sur la commune, après avoir traversé cinq communes.

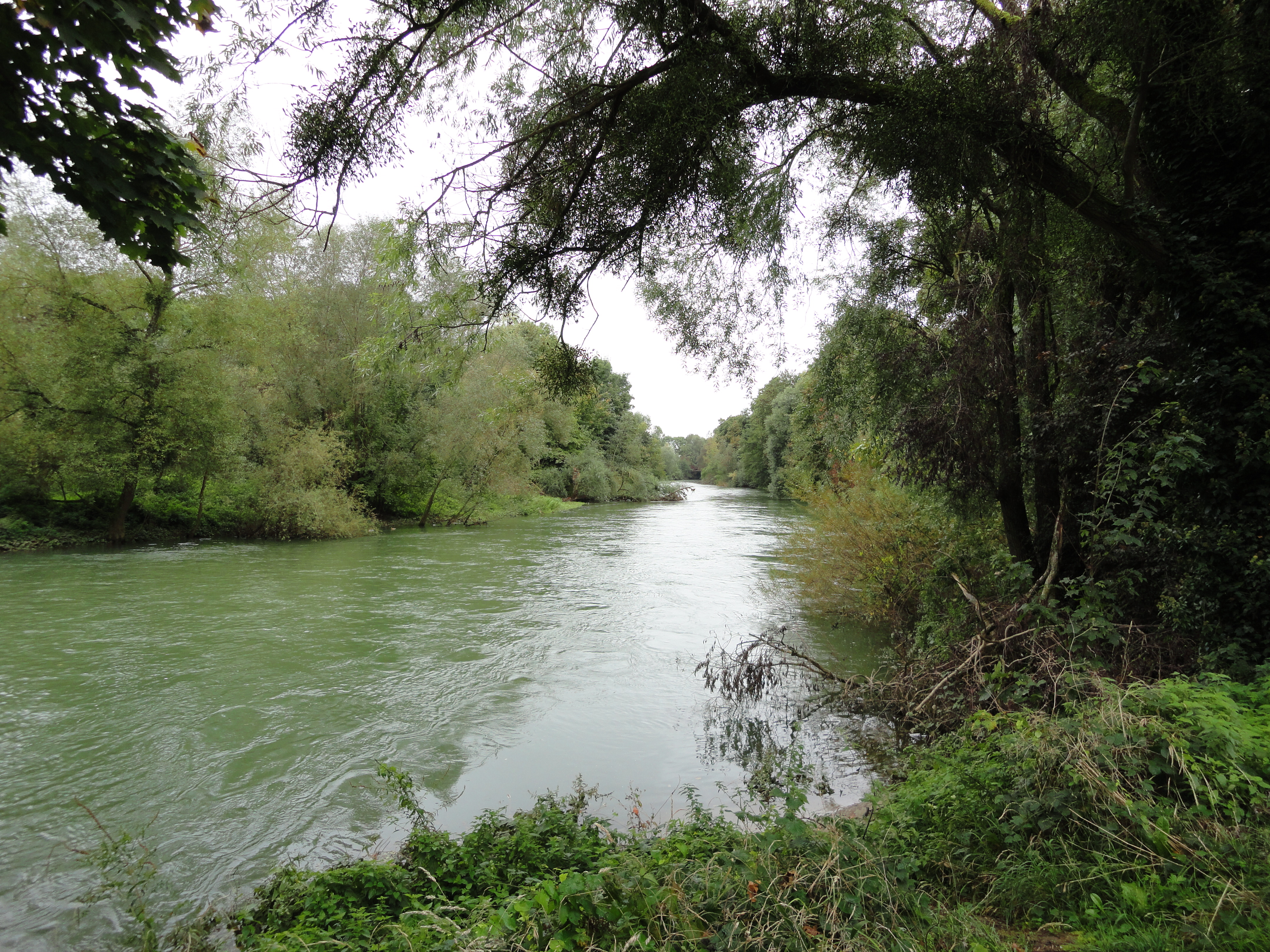
droite
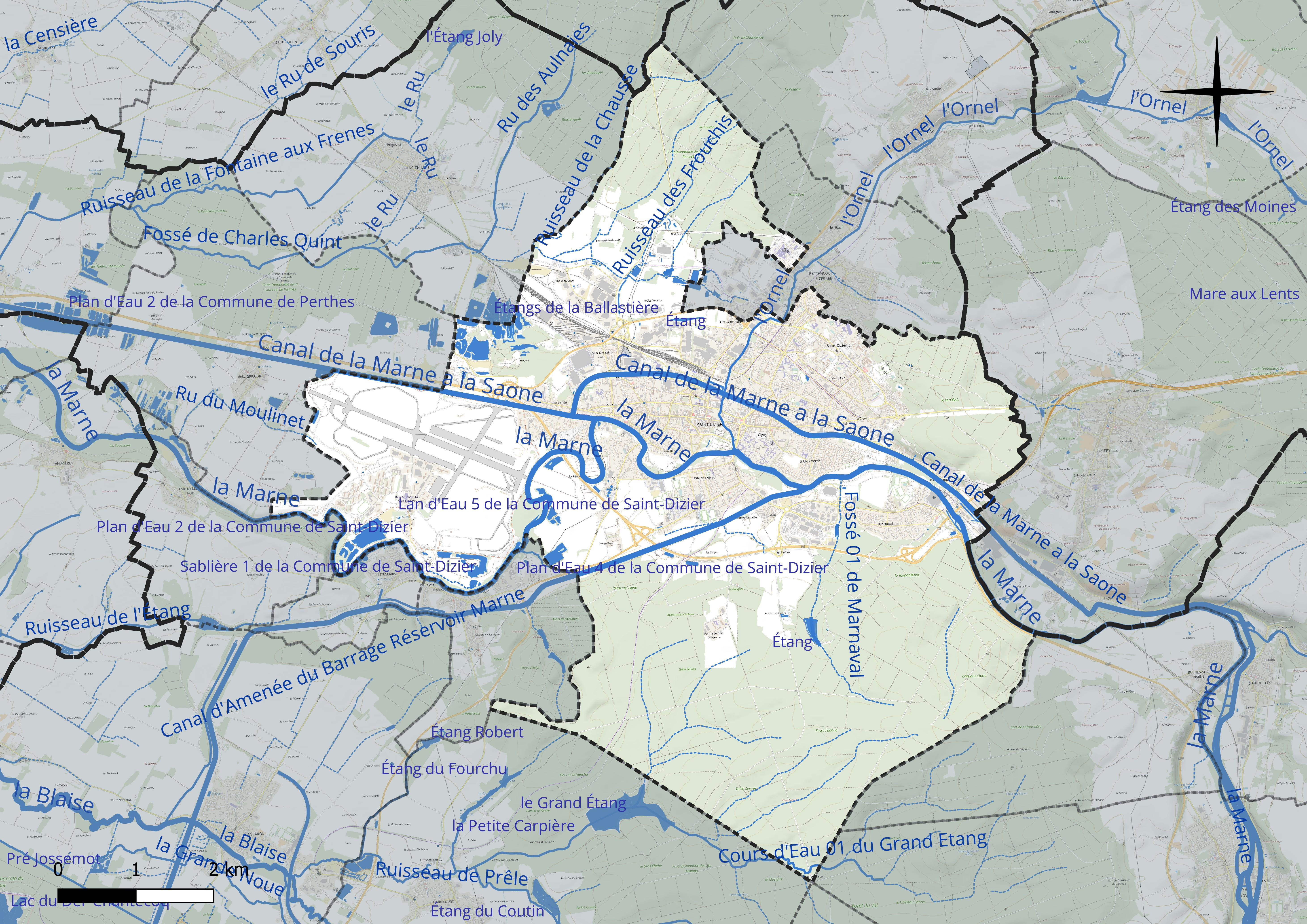
Réseau hydrographique de Saint-Dizier.

Sept plans d'eau complètent le réseau hydrographique : la sablière 1 de la commune de Saint-Dizier (4,8 ha), Lan d'Eau 5 de la commune de Saint-Dizier (1,8 ha), le plan d'eau 1 de la commune de Hallignicourt, d'une superficie totale de 1,9 ha (0,5 ha sur la commune), le plan d'eau 2 de la commune de Saint-Dizier (7,1 ha), le plan d'eau 4 de la commune de Saint-Dizier (4 ha), les étangs de la ballastière, d'une superficie totale de 8,9 ha (3,1 ha sur la commune) et l'étang (3,5 ha),.

### Climat
Pour des articles plus généraux, voir Climat du Grand Est et Climat de la Haute-Marne.
En 2010, le climat de la commune est de type climat des marges montargnardes, selon une étude du Centre national de la recherche scientifique s'appuyant sur une série de données couvrant la période 1971-2000. En 2020, Météo-France publie une typologie des climats de la France métropolitaine dans laquelle la commune est exposée à un climat océanique altéré et est dans la région climatique Lorraine, plateau de Langres, Morvan, caractérisée par un hiver rude (1,5 °C), des vents modérés et des brouillards fréquents en automne et hiver.
Pour la période 1971-2000, la température annuelle moyenne est de 10,4 °C, avec une amplitude thermique annuelle de 15,6 °C. Le cumul annuel moyen de précipitations est de 902 mm, avec 13,1 jours de précipitations en janvier et 9,2 jours en juillet. Pour la période 1991-2020, la température moyenne annuelle observée sur la station météorologique installée sur la commune est de 11,6 °C et le cumul annuel moyen de précipitations est de 794,5 mm. 
La température maximale relevée sur cette station est de 41,4 °C, atteinte le 25 juillet 2019 ; la température minimale est de −22,5 °C, atteinte le 14 février 1956,,.
| Mois                                  | jan.             | fév.             | mars           | avril         | mai           | juin          | jui.           | août           | sep.            | oct.            | nov.             | déc.            | année      |
| ------------------------------------- | ---------------- | ---------------- | -------------- | ------------- | ------------- | ------------- | -------------- | -------------- | --------------- | --------------- | ---------------- | --------------- | ---------- |
| Température minimale moyenne (°C)     | 0,8              | 0,8              | 2,9            | 5,3           | 9,3           | 12,5          | 14,5           | 14,2           | 10,7            | 7,9             | 4,1              | 1,7             | 7,1        |
| Température moyenne (°C)              | 3,7              | 4,4              | 7,6            | 10,8          | 14,7          | 18,1          | 20,2           | 19,9           | 16              | 12,1            | 7,3              | 4,4             | 11,6       |
| Température maximale moyenne (°C)     | 6,5              | 8                | 12,3           | 16,4          | 20,2          | 23,6          | 26             | 25,7           | 21,3            | 16,2            | 10,4             | 7,1             | 16,1       |
| Record de froid (°C) date du record   | −20,5 09.01.1985 | −22,5 14.02.1956 | −13,6 01.03.05 | −6 12.04.1986 | −3 06.05.1957 | 2,2 04.06.01  | 3,2 01.07.1962 | 3,7 26.08.1966 | −0,2 30.09.1921 | −5,1 20.10.1972 | −11,7 23.11.1956 | −17,3 20.12.09  | −22,5 1956 |
| Record de chaleur (°C) date du record | 17,7 05.01.1999  | 22,6 28.02.1960  | 27,1 30.03.21  | 29,4 25.04.07 | 33,1 28.05.17 | 38,1 26.06.19 | 41,4 25.07.19  | 40,4 12.08.03  | 35,5 14.09.20   | 30,3 07.10.1921 | 23,4 07.11.15    | 18,6 16.12.1989 | 41,4 2019  |
| Ensoleillement (h)                    | 61,4             | 81,4             | 143            | 183,2         | 216,4         | 227,8         | 234,9          | 224,2          | 173             | 115,8           | 62,5             | 52,6            | 1 776,2    |
| Précipitations (mm)                   | 63,2             | 61,2             | 59,6           | 54,6          | 68,3          | 57,5          | 69,6           | 65,1           | 70,9            | 75,4            | 70,6             | 78,5            | 794,5      |

| Diagramme climatique                                  |          |             |             |             |              |            |              |              |             |             |            |
| J                                                     | F        | M           | A           | M           | J            | J          | A            | S            | O           | N           | D          |
| 6,50,863,2                                            | 80,861,2 | 12,32,959,6 | 16,45,354,6 | 20,29,368,3 | 23,612,557,5 | 2614,569,6 | 25,714,265,1 | 21,310,770,9 | 16,27,975,4 | 10,44,170,6 | 7,11,778,5 |
| Moyennes : • Temp. maxi et mini °C • Précipitation mm |          |             |             |             |              |            |              |              |             |             |            |

Les paramètres climatiques de la commune ont été estimés pour le milieu du siècle (2041-2070) selon différents scénarios d'émission de gaz à effet de serre à partir des nouvelles projections climatiques de référence DRIAS-2020. Ils sont consultables sur un site dédié publié par Météo-France en novembre 2022.

### Voies de communication et transports

#### Voies routières
Saint-Dizier se trouve à mi-chemin entre Paris et Strasbourg sur la route nationale 4.

#### Transports
La ville dispose d'une gare SNCF qui est terminus ou point d'arrêt des TER Grand Est :
- Saint-Dizier à Paris-Est ;
- Reims à Dijon.

Un service de cars TER assure des liaisons jusqu'à Vitry-le-François et Joinville/Chaumont, permettant de se rendre dans les communes, situées entre ces points d'arrêts, souvent non desservies par le train.
Réseau de bus urbains
Ticéa, le réseau de bus urbains, permet de se déplacer dans la ville.
Il est composé de 3 lignes régulières (1 - Alizé <> Chêne St-Amand, 2 - St-Exupéry <> Hôpital, 3 - Henry Bordeaux <> Marnaval), de 3 lignes renforts scolaires et d'un service de transports à la demande zonal (circule du lundi au vendredi, de 7h à 18h).
Réseau de bus interurbains
Un service de transports à la demande a été mis en place depuis 2018, avec un mini-bus qui relie Saint-Dizier à Wassy (4 allers-retours par jour, du lundi au samedi).

## Urbanisme

### Typologie
Au 1er janvier 2024, Saint-Dizier est catégorisée centre urbain intermédiaire, selon la nouvelle grille communale de densité à sept niveaux définie par l'Insee en 2022.
Elle appartient à l'unité urbaine de Saint-Dizier, une agglomération inter-départementale regroupant six  communes, dont elle est ville-centre,,. Par ailleurs la commune fait partie de l'aire d'attraction de Saint-Dizier, dont elle est la commune-centre,. Cette aire, qui regroupe 72 communes, est catégorisée dans les aires de 50 000 à moins de 200 000 habitants,.

### Occupation des sols

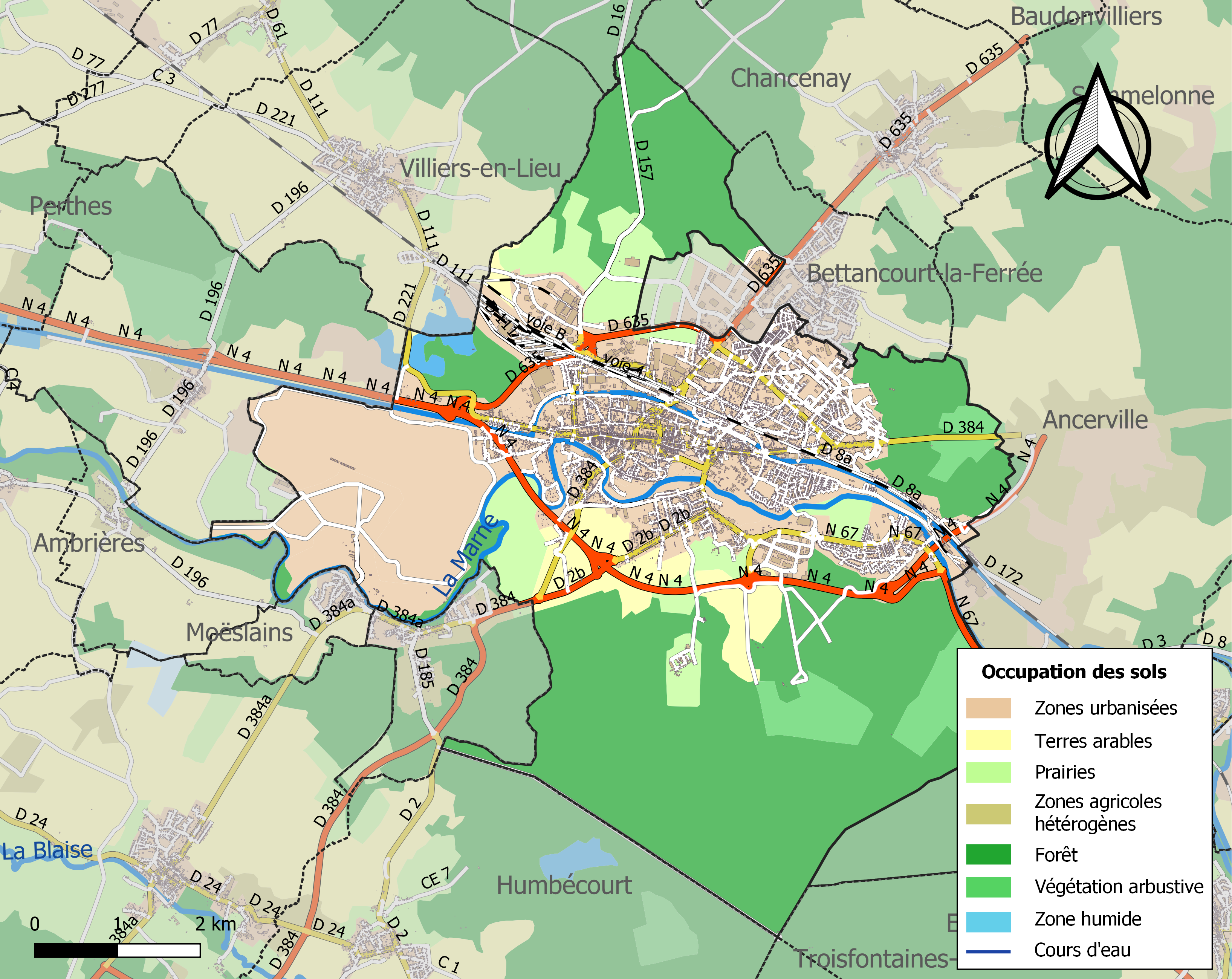
Carte des infrastructures et de l'occupation des sols de la commune en 2018 (CLC).

L'occupation des sols de la commune, telle qu'elle ressort de la base de données européenne d’occupation biophysique des sols Corine Land Cover (CLC), est marquée par l'importance des forêts et milieux semi-naturels (46,8 % en 2018), en diminution par rapport à 1990 (48,2 %). La répartition détaillée en 2018 est la suivante :
forêts (41,6 %), zones industrielles ou commerciales et réseaux de communication (21,3 %), zones urbanisées (15,5 %), prairies (7,9 %), milieux à végétation arbustive et/ou herbacée (5,2 %), terres arables (4,8 %), mines, décharges et chantiers (2,1 %), espaces verts artificialisés, non agricoles (0,9 %), eaux continentales (0,5 %), zones agricoles hétérogènes (0,1 %).
L'IGN met par ailleurs à disposition un outil en ligne permettant de comparer l’évolution dans le temps de l’occupation des sols de la commune (ou de territoires à des échelles différentes). Plusieurs époques sont accessibles sous forme de cartes ou photos aériennes : la carte de Cassini (XVIIIe siècle), la carte d'état-major (1820-1866) et la période actuelle (1950 à aujourd'hui).

### Morphologie urbaine
Entre 2011 et 2020, le centre ville de Saint-Dizier et les abords du canal sont réaménagés dans le cadre de l'opération « Saint-Dizier 2020 », dirigée par l'architecte contemporaine catalane Carme Pinós.
Le chantier est considéré comme une œuvre majeure de l'urbanisme et du patrimoine contemporains en Europe.

### Habitat
| Logements                                        | Nombre en 2016 | % en 2016 | nombre en 2011 | % en 2011 |
| ------------------------------------------------ | -------------- | --------- | -------------- | --------- |
| Total                                            | 13 428         | 100 %     | 13 285         | 100 %     |
| Résidences principales                           | 11 509         | 85,7 %    | 11 514         | 86,7 %    |
| → Dont HLM                                       | 4 049          | 35,2 %    | 4 058          | 35,2 %    |
| Résidences secondaires et logements occasionnels | 220            | 1,6 %     | 149            | 1,1 %     |
| Logements vacants                                | 1 698          | 12,6 %    | 1 622          | 12,2 %    |
| Dont :                                           |                |           |                |           |
| → maisons                                        | 5 793          | 43,1 %    | 5 540          | 41,7 %    |
| → appartements                                   | 7 334          | 54,6 %    | 7 602          | 57,2 %    |

### Projets d'aménagement
Un projet a pour objectif de rénover une partie du centre-ville pour y attirer de nouveaux habitants. Nommé «Cœur de ville », il voit actuellement le jour (juillet 2019).

## Toponymie
Le nom actuel de la ville vient des restes de Saint Dizier qui y ont été déposés. La ville porta le nom de : Olona, Olognia, Olonna; Osne, Olunna,. Olonna devint alors lieu de culte sous le nom de Sancti Desiderii Fanum, à l'origine du nom de Saint-Dizier.

## Histoire

### Antiquité
Bien que la première mention du nom de la commune n'apparaisse que vers la fin du IXe siècle, l'occupation en est fort ancienne (des traces d'occupation à partir du néolithique).
La ville s'est substituée progressivement à la place forte gallo-romaine d'Olonna, où d'après la légende, des rescapés de la destruction d'Andemantunnum auraient rapporté la dépouille de leur évêque, Dizier, et en auraient fait un sanctuaire.

### Moyen Âge

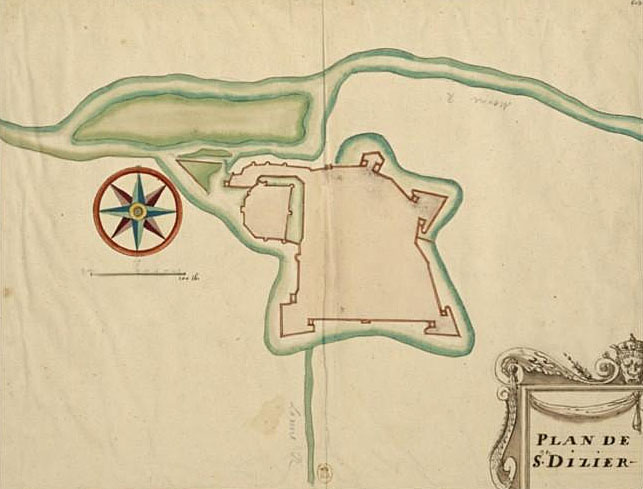
Plan des fortifications (XVII).

Au Moyen Âge, le développement de la cité se fait autour de son église (Notre-Dame), sous l'égide de ses seigneurs, les Dampierre. C'est en effet sous Guy II de Dampierre (1155-1216 ; marié à Mathilde de Bourbon) que commencent l'édification du château et celle de l'église. C'est Guillaume II de Dampierre, fils cadet de Guy II, frère puîné d'Archambaud VIII de Bourbon et époux de Marguerite comtesse de Flandre, qui, influencé par l'organisation des villes flamandes, promulgue une charte d'affranchissement, en 1228, qui lui permet de déléguer une partie de ses pouvoirs aux échevins de la ville.
En 1227, Guillaume II de Dampierre et sa femme Marguerite de Flandre fondent l'abbaye de Saint-Pantaléon au sud de Saint-Dizier.
C'est le 3e fils de Guillaume et Marguerite (leurs deux premiers fils sont les comtes de Flandre Guillaume et Gui), Jean Ier de Dampierre-Flandre († 1258), qui héritera des seigneuries de Saint-Dizier, Dampierre et Sompuis. Il sera également connétable de Champagne et épousera Laure d'Avraiville, fille de Mathieu II, duc de Lorraine. Jean II de Dampierre († 1307), fils aîné de Jean Ier, continue les sires de Dampierre et de Sompuis par sa fille Marguerite (1287-1316 ; mariée à Gaucher VI de Châtillon-Porcien), alors que son frère puîné Guillaume de Dampierre († après 1314), fils cadet de Jean Ier, reprendra la seigneurie de Saint-Dizier et la transmettra à sa descendance jusqu'à son arrière-petite-fille Jeanne (de Dampierre)-St-Dizier, dame de Roche-sur-Marne († après le 18 août 1408), qui épousera en secondes noces et sans postérité Jacques de Vergy († 1396 à Nicopolis ; fils prédécédé de Jean III de Vergy-Champlitte, Fouvent et Port-sur-Saône).
La cité passe alors à la famille de Vergy (Jean IV de Vergy, sire de Fouvent et de Port-sur-Saône, † vers 1461, neveu de Jacques de Vergy), alliée du parti des Bourguignons. Mais sous Charles VII, la Couronne achète la seigneurie en 1434.

### Temps modernes

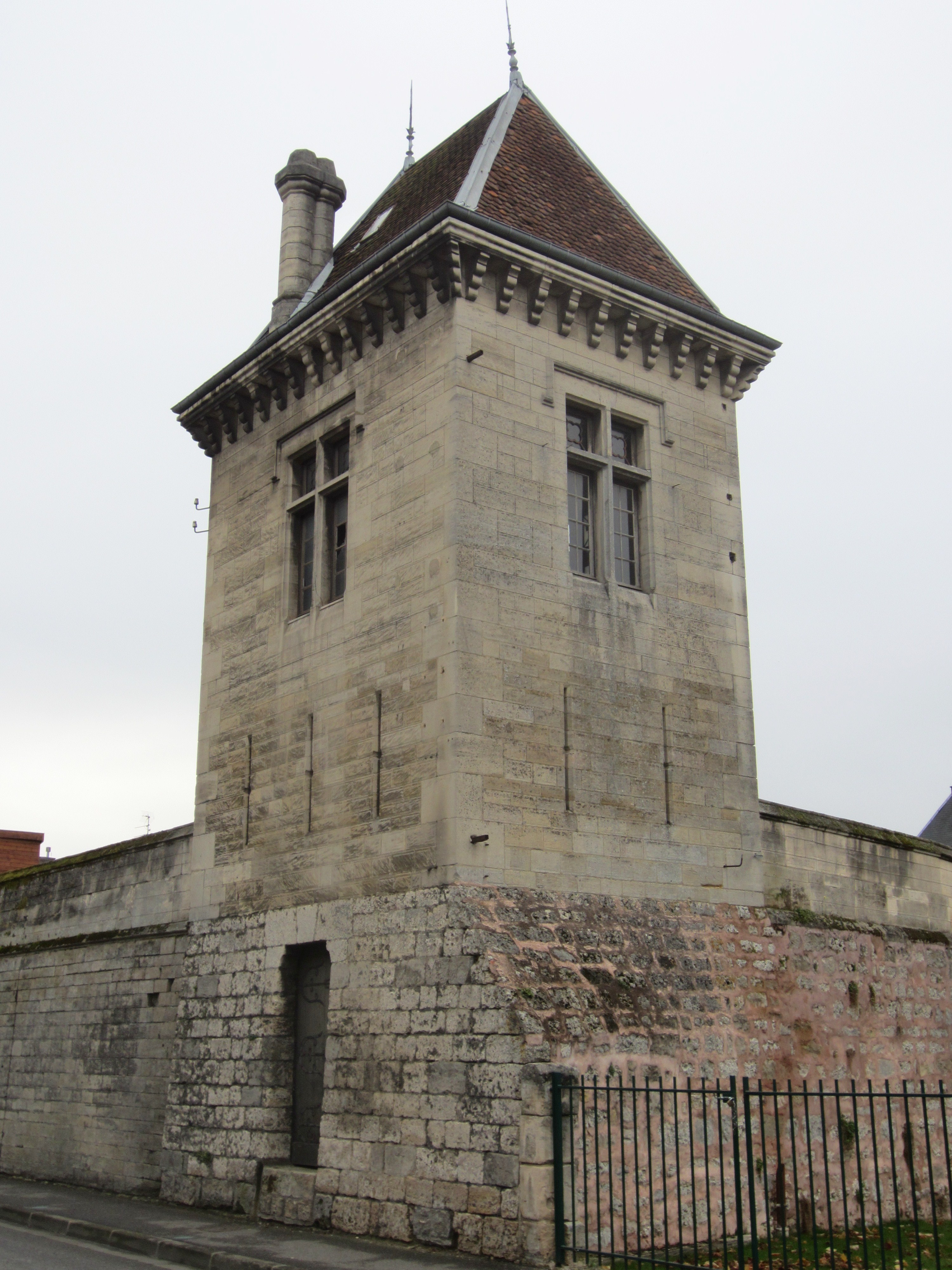
Tour des remparts.

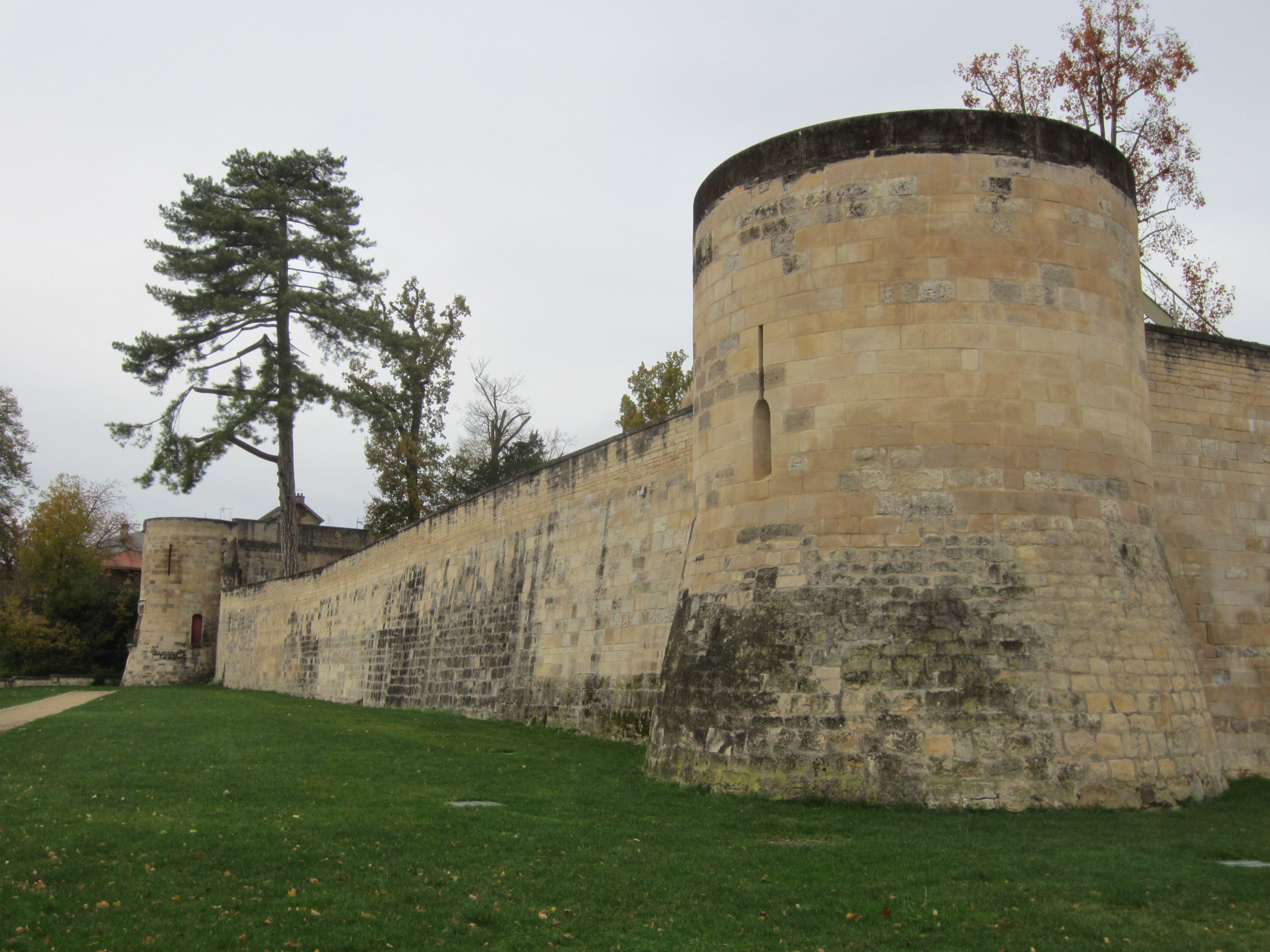
Vestige des remparts.

Saint-Dizier, par sa position stratégique, se voit assiégée lors du conflit entre l'empereur Charles V (Charles Quint) et François Ier, en 1544. La place forte se rend après une résistance de plusieurs mois. Le roi de France a lui-même salué l'héroïsme de ses habitants. Les rois l'offrent à des proches : ainsi, la ville passe à la famille de Lorraine-Guise : Claude Ier de Lorraine, sire de Guise, d'Aumale et de Joinville (1496-1550), est doté en mars 1524 par la régente Louise ; il y séjourne et y fait des travaux, mais doit se retirer devant les troupes de Charles Quint qui s'emparent de Joinville et de St-Dizier en 1544. Propriété des Impériaux, Saint-Dizier sera rendue à la France au traité de Crépy-en-Laonnois, le 18 septembre 1544. Puis St-Dizier appartient au douaire de la reine Marie Stuart en 1560 (petite-fille maternelle de Claude de Lorraine). Aux XVIIe et XVIIIe siècles et jusqu'à la Révolution, la terre de St-Dizier est aux Orléans, à la fois proches parents des rois (cf. Gaston ou Philippe) et héritiers des Guise.
En 1755, un incendie détruisit les trois-quarts de la vieille ville. L'église Notre-Dame fut également touchée à cette occasion. Seules quelques maisons de la place Émile-Mauguet et de la rue du Petit-Sauvage échappèrent à la destruction.
En 1814, Saint-Dizier fut à nouveau le centre de conflits. En janvier, Napoléon Ier y chassa les Russes : ce fut la première grande victoire de la Campagne de France. Il y remporta une seconde victoire en mars.

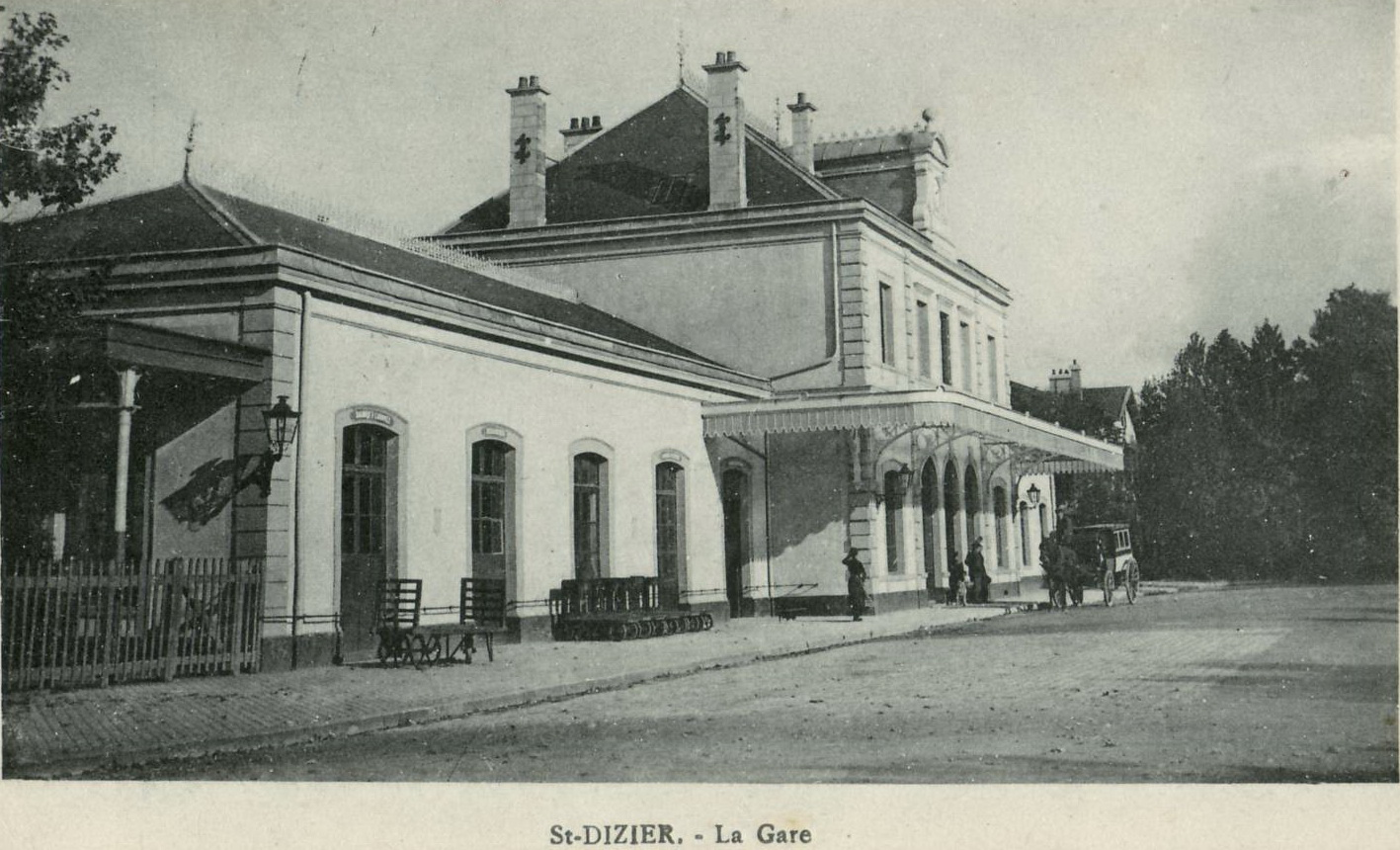
Le chemin de fer arrive à Saint-Dizier en 1855.

### XXesiècle
En 1910, la fin de l'hiver est marquée par une grande inondation et voit arriver les premiers avions ; un premier aérodrome est construit en 1913.
Durant le premier conflit mondial, la commune servit entre autres de point de départ pour l'approvisionnement du front, via la Voie Sacrée, pendant la bataille de Verdun.
La réquisition par la Luftwaffe (armée de l'air allemande) de son aérodrome lors du second conflit mondial valut à Saint-Dizier de connaître de nombreux bombardements aériens par les forces anglo-américaines. Elle fut libérée de l'Occupation le 30 août 1944.
La ville, grâce à un savoir-faire issu d'un long passé sidérurgique, a pu ensuite se développer et se spécialiser dans ce domaine (fonte d'art, mécanique agricole). Parallèlement, l'usine de crème glacée des frères Ortiz va se développer et sa marque, Miko, sera connue mondialement.
Pour faire face aux besoins en logement du personnel de ces industries en pleine expansion (notamment avec l'emploi de l'usine de tracteurs McCormick qui comptait 3 000 salariés venant de 100 km à la ronde), on construira aux abords de la cité bragarde, au milieu des années 1950, un des premiers grands ensembles de France : le Vert-Bois. Initialement baptisée Saint-Dizier-le-Neuf, cette opération d'urbanisme voulue par Edgard Pisani a été une des premières villes nouvelles avec une cohérence complète en termes d'équipement urbain (logements, écoles, commerce, église, piscine). Regroupant environ 40 % de la population totale de la commune, c'est aujourd'hui un quartier prioritaire connu pour être particulièrement défavorisé comparé à des villes de même importance. Dans le cadre de la rénovation urbaine, une partie de cet ensemble urbain a été détruit.
Au milieu des années 1990, la municipalité a engagé un travail de renouvellement urbain transformant radicalement le centre-ville sous l'égide de l'architecte Carme Pinós.
Des fouilles préventives permirent de mettre au jour des tombes dont trois de nobles francs d'une grande rareté, les objets ont été versés au Musée municipal de Saint-Dizier.

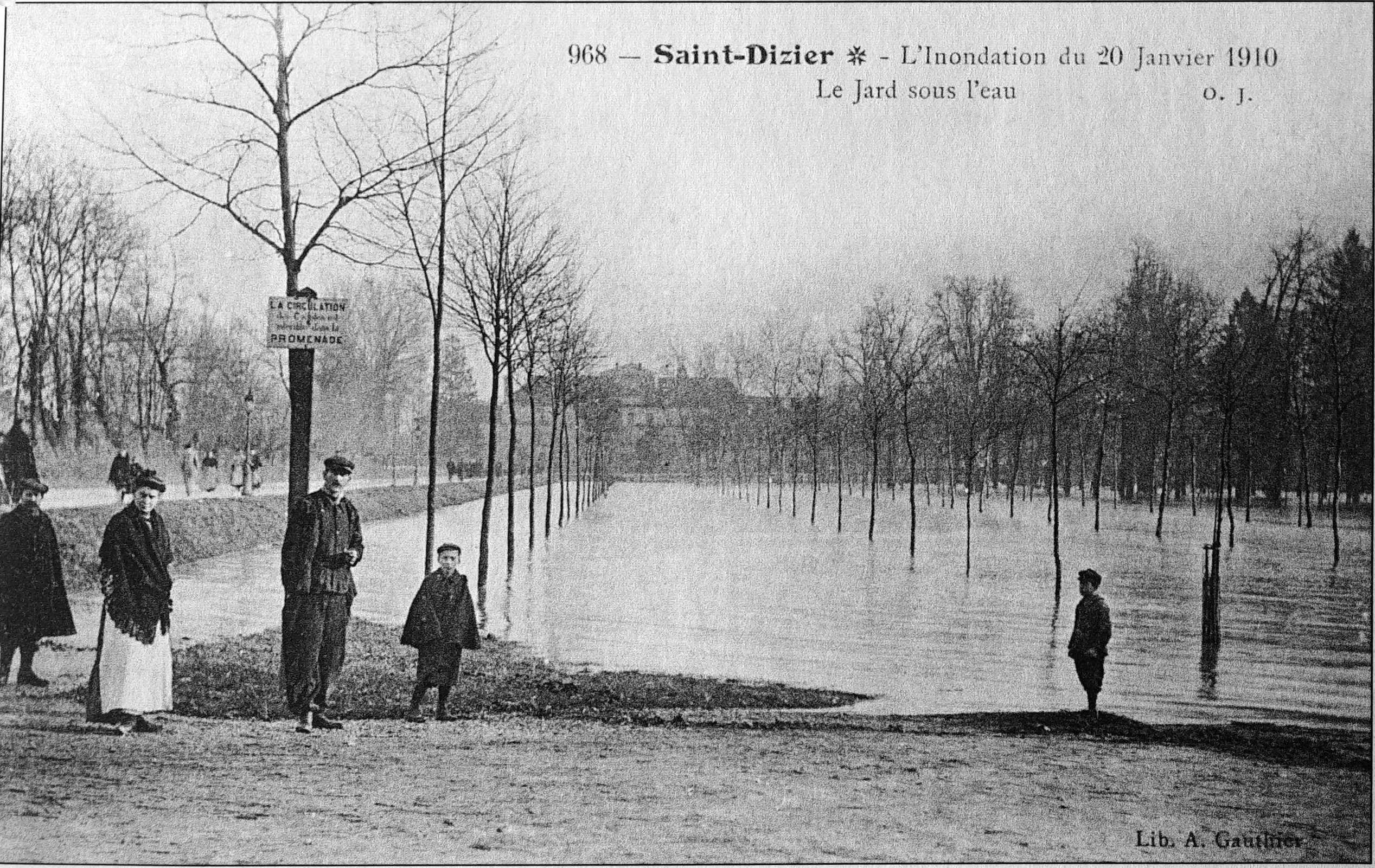
Inondation au parc du Jard (janvier 1910).
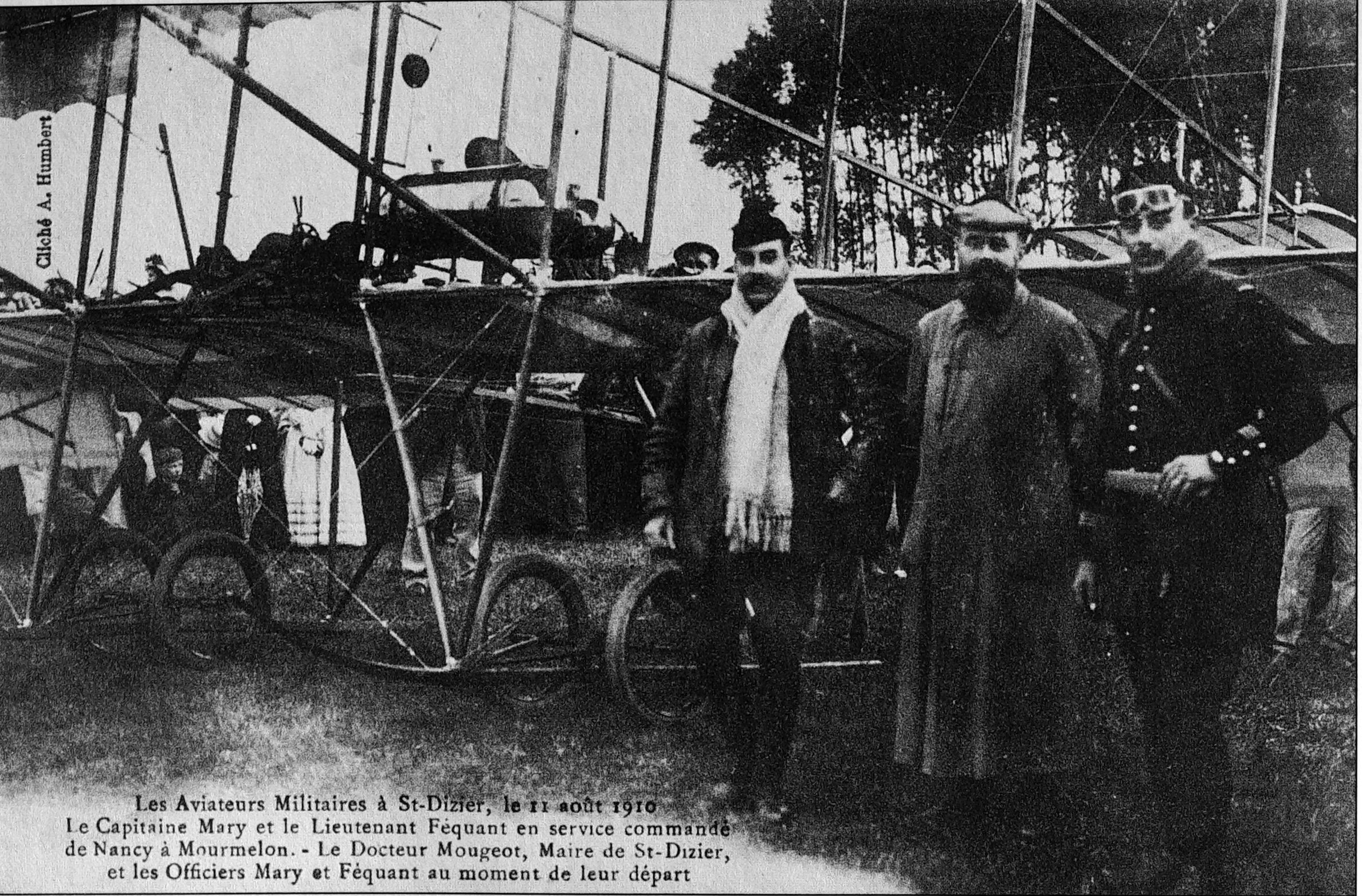
Le maire René Mougeot auprès d'un aéroplane militaire (août 1910).
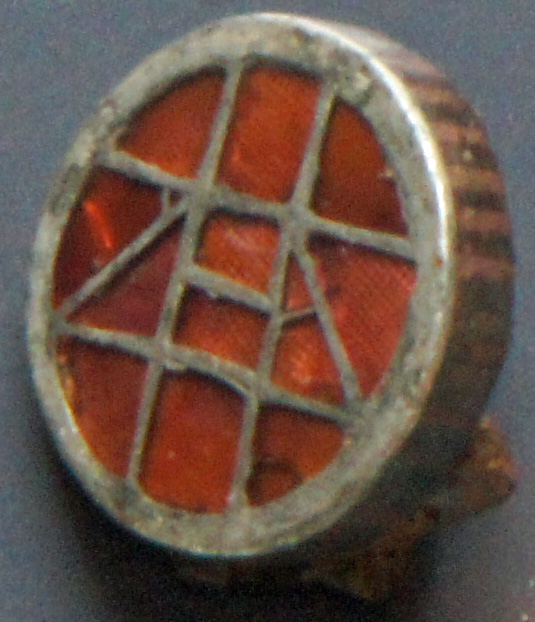
Fibule ronde d'une paire.
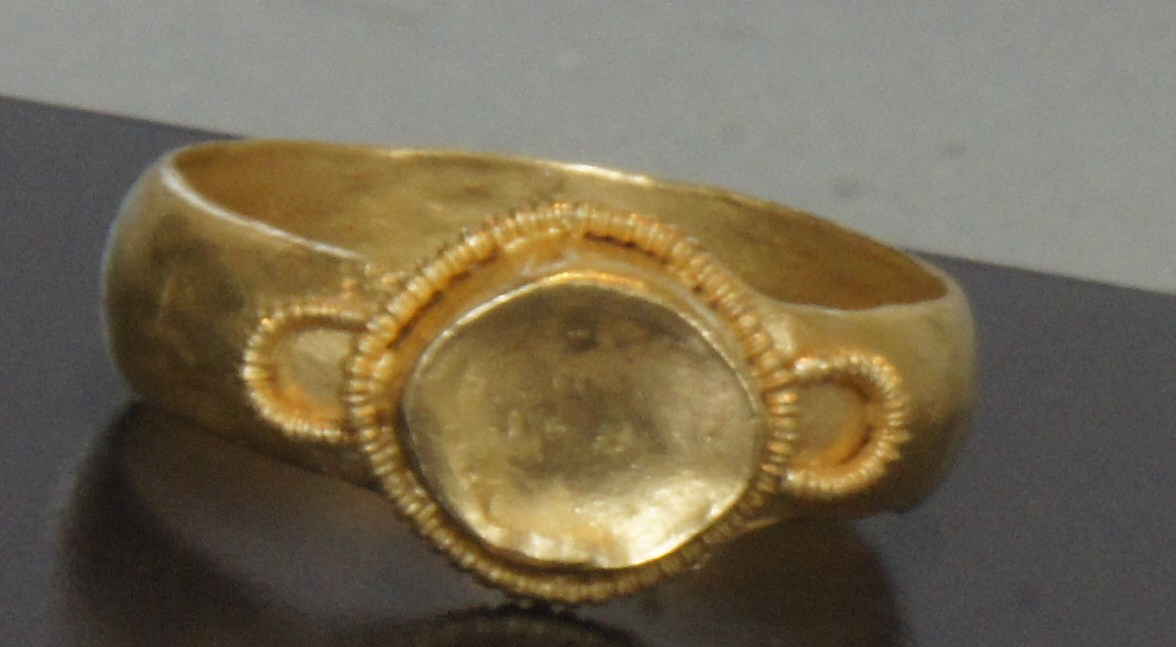
Bague en or d'une grande finesse.
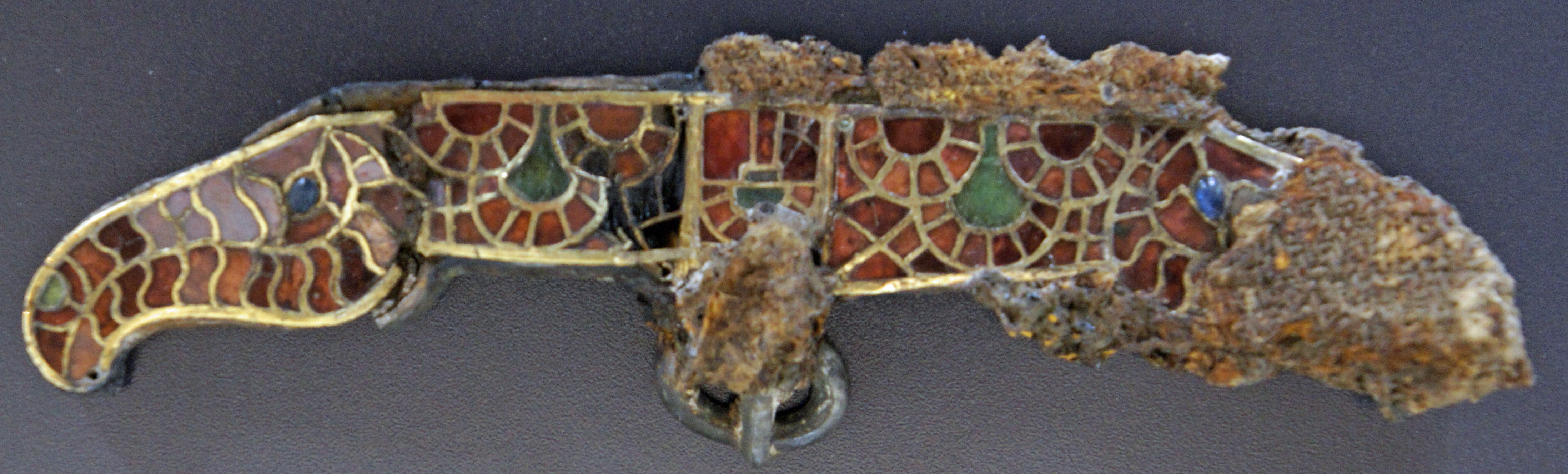
Fermoir d'aumônière avec un lapis-lazuli fort rare.
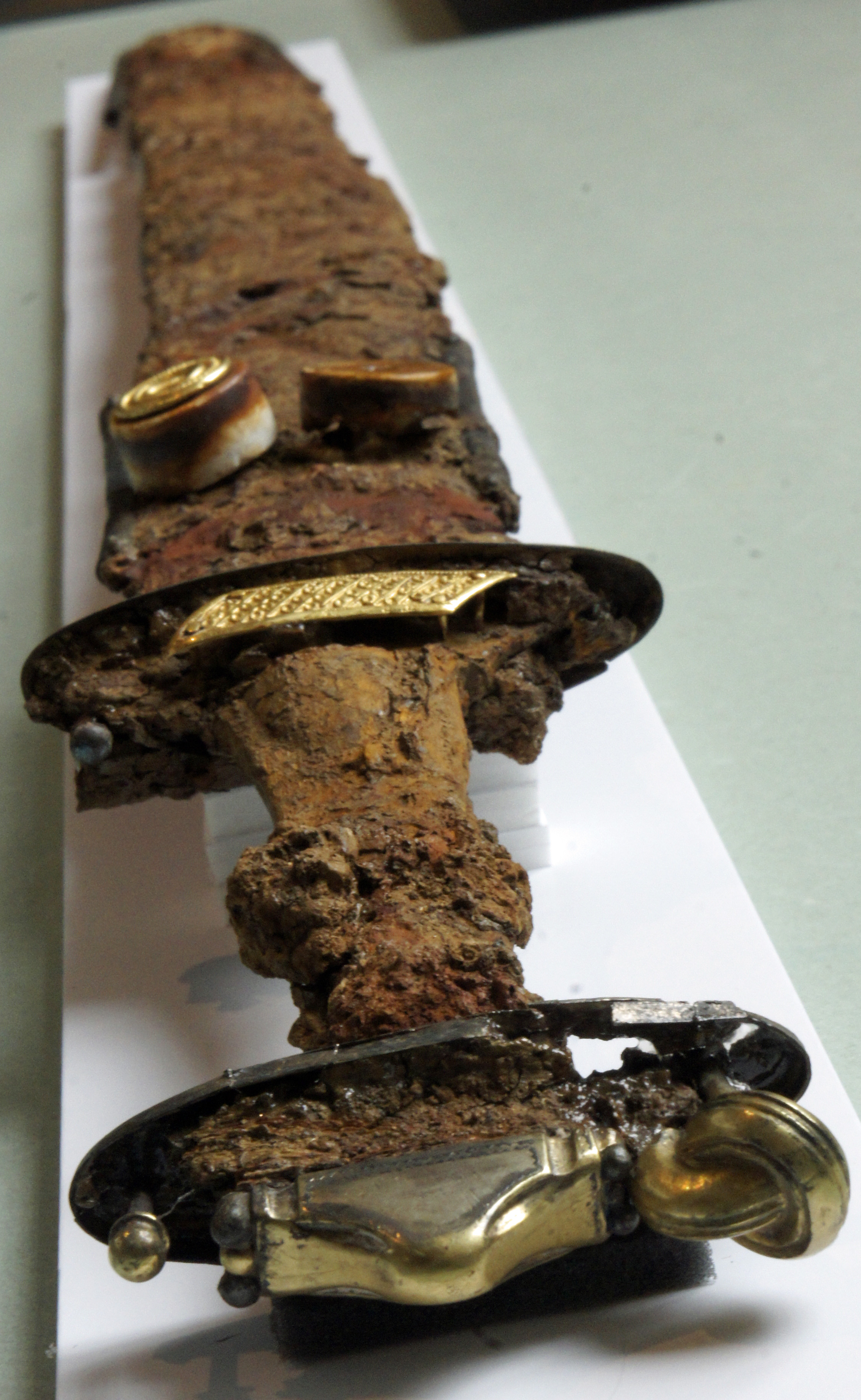
Épée du jeune homme avec anneaux et runes.

## Politique et administration

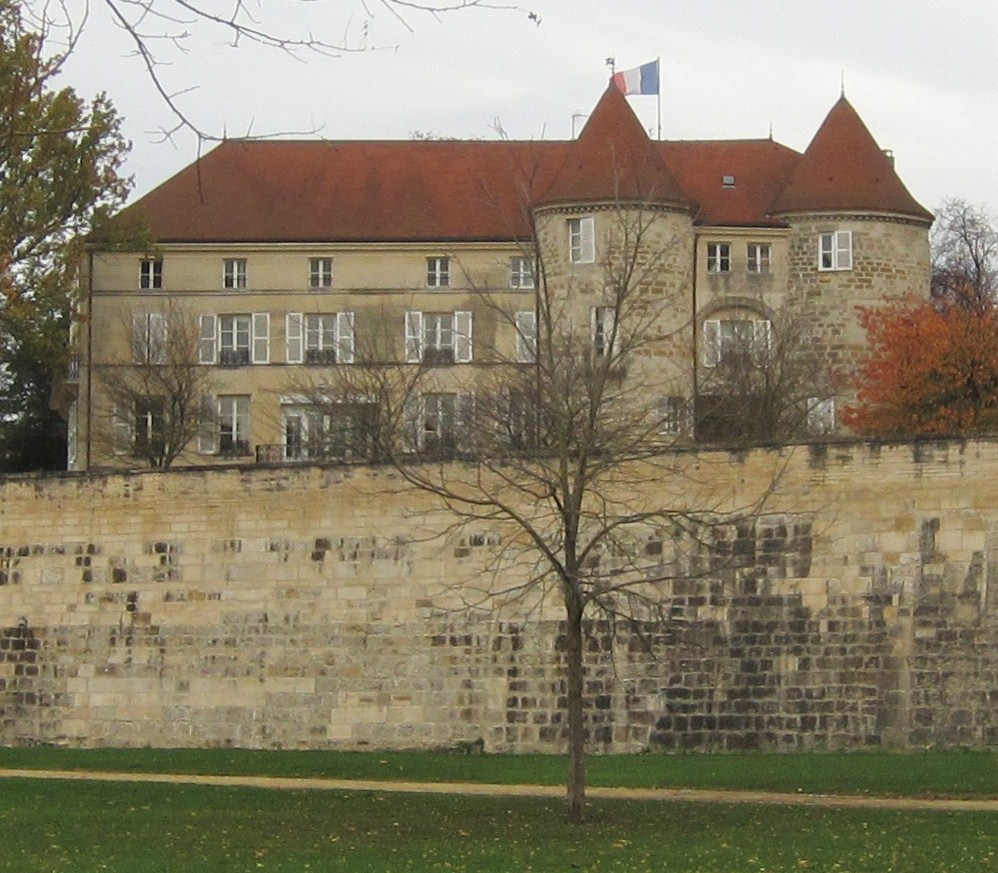
La sous-préfecture.

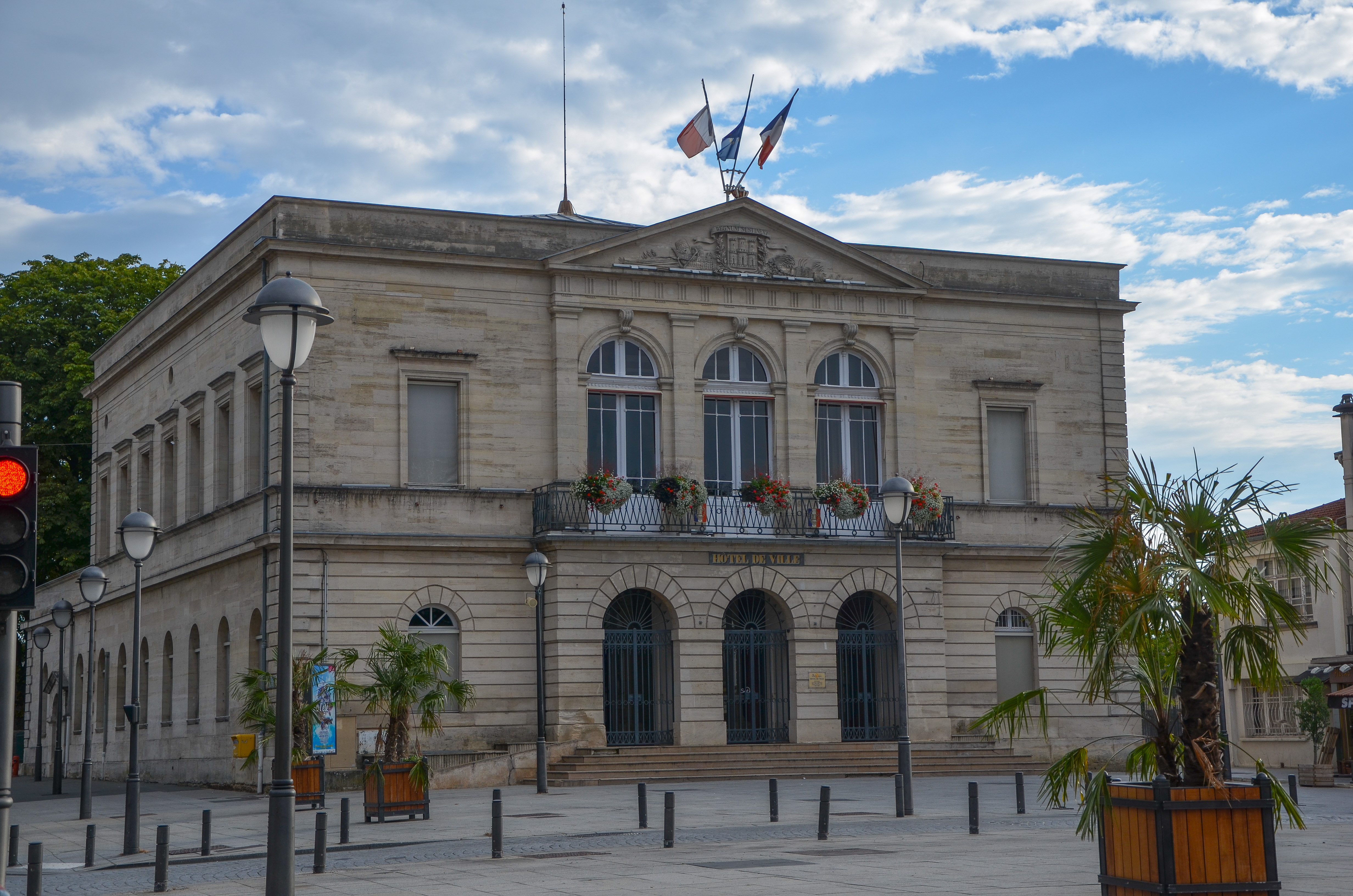
L'hôtel de ville.

### Rattachements administratifs et électoraux
La commune est depuis 1946 le chef-lieu de l'arrondissement de Saint-Dizier du département de la Haute-Marne. Pour l'élection des députés, elle fait partie depuis 2012 de la deuxième circonscription de la Haute-Marne.
Elle était de 1793 à 1973 le chef-lieu du canton de Saint-Dizier, année où celui-ci est scindé et la ville répartie entre les cantons de Saint-Dizier-Centre, Saint-Dizier-Ouest, Saint-Dizier-Sud-Est et de Saint-Dizier-Nord-Est. Dans le cadre du redécoupage cantonal de 2014 en France, la ville est désormais le bureau centralisateur des cantons de Saint-Dizier-1, Saint-Dizier-2

### Intercommunalité
La ville était le siège de l'ancienne communauté d'agglomération Saint-Dizier, Der et Blaise créée fin 2000.
Celle-ci fusionne le 1er janvier 2017 avec ses voisines, et la nouvelle communauté d'agglomération, dont la ville est toujours le siège, reprend la dénomination de communauté d'agglomération Saint-Dizier, Der et Blaise.

### Tendances politiques et résultats
Au premier tour des élections municipales de 2014 dans la Haute-Marne, la liste UMP menée par le maire sortant François Cornut-Gentille obtient la majorité absolue des suffrages exprimés avec 5 330 voix (72,62 %, 31 conseillers municipaux élus dont 19 communautaires), devançant largement les listes menées respectivement par :
- Jean-Luc Bouzon (FG, 1 338 voix, 18,23 %, 3 conseillers municipaux élus dont 2 communautaires) ;
- Nicole Samour (PS-PCF-EELV, 671 voix, 9,14 %, 1 conseiller municipal élu, également conseiller communautaire) ;

lors d'un scrutin où 53,85 des électeurs se sont abstenus.
Lors du second tour des élections municipales de 2020 dans la Haute-Marne, la liste d'union de la droite menée par Quentin Brière  — qui avait le soutien de la maire sortante et du maire élu en 2014, François Cornut-Gentille — obtient la majorité absolue des suffrages avec 2 161 voix (50,04 %, 27 conseillers municipaux élus dont 25 communautaires), devançant largement les listes menées respectivement par : 
- Jean-Michel Feuillet —  liste centriste qui avait fusionnée avec celles du premier tour de Laurent Daval et de Pascale Krebs — (1 440 voix, 33,34 %, 6 conseillers municipaux élus dont 5 communautaires) ;
- Jean-Luc Bouzon (Union de la gauche, 717 voix, 16,60 %, 2 conseillers municipaux et communautaires  élus)

lors d'un scrutin marqué par la pandémie de Covid-19 en France où 70,84 % des électeurs se sont abstenus.

### Politique locale
En 2017, François Cornut-Gentille, maire depuis 1995, est réélu député de la Haute-Marne et, contraint par la législation limitant le cumul des mandats en France, démissionne de ses mandats de maire et de président de l'intercommunalité. Conformément à la réglementation, le conseil municipal élit sa successeure, Élisabeth Robert-Dehault, sans qu'il n'y ait de nouvelles élections municipales.

### Jumelage
La ville de Saint-Dizier est jumelée avec  Parchim (Allemagne) depuis 1971.

## Population et société

### Démographie

#### Évolution démographique
L'évolution du nombre d'habitants est connue à travers les recensements de la population effectués dans la commune depuis 1793. Pour les communes de plus de 10 000 habitants les recensements ont lieu chaque année à la suite d'une enquête par sondage auprès d'un échantillon d'adresses représentant 8 % de leurs logements, contrairement aux autres communes qui ont un recensement réel tous les cinq ans,.

En 2022, la commune comptait 22 811 habitants, en évolution de −8,51 % par rapport à 2016 (Haute-Marne : −4,62 %, France hors Mayotte : +2,11 %).
| 1793  | 1800  | 1806  | 1821  | 1831  | 1836  | 1841  | 1846  | 1851  |
| ----- | ----- | ----- | ----- | ----- | ----- | ----- | ----- | ----- |
| 5 500 | 5 824 | 5 614 | 5 817 | 6 163 | 6 366 | 5 705 | 7 136 | 7 429 |

| 1856  | 1861  | 1866   | 1872   | 1876   | 1881   | 1886   | 1891   | 1896   |
| ----- | ----- | ------ | ------ | ------ | ------ | ------ | ------ | ------ |
| 7 642 | 8 077 | 10 170 | 11 229 | 12 754 | 12 773 | 13 458 | 13 372 | 13 947 |

| 1901   | 1906   | 1911   | 1921   | 1926   | 1931   | 1936   | 1946   | 1954   |
| ------ | ------ | ------ | ------ | ------ | ------ | ------ | ------ | ------ |
| 14 601 | 14 661 | 16 019 | 17 576 | 19 019 | 18 292 | 19 149 | 19 532 | 25 515 |

| 1962   | 1968   | 1975   | 1982   | 1990   | 1999   | 2006   | 2011   | 2016   |
| ------ | ------ | ------ | ------ | ------ | ------ | ------ | ------ | ------ |
| 34 407 | 36 616 | 37 266 | 35 189 | 33 552 | 30 900 | 26 972 | 24 825 | 24 932 |

| 2021   | 2022   | - | - | - | - | - | - | - |
| ------ | ------ | - | - | - | - | - | - | - |
| 23 068 | 22 811 | - | - | - | - | - | - | - |

Saint-Dizier est une des 26 communes françaises qui comptent actuellement moins de 30 000 habitants après un pic à plus de 30 000 habitants. Le pic de population à Saint-Dizier a été de 37 266 habitants en 1975. C'est la commune qui a subi la seconde chute la plus importante avec une diminution de 35,57 % entre 1975 et 2017.

#### Pyramide des âges
La population de la commune est relativement jeune.
En 2018, le taux de personnes d'un âge inférieur à 30 ans s'élève à 33,5 %, soit au-dessus de la moyenne départementale (31,0 %). À l'inverse, le taux de personnes d'âge supérieur à 60 ans est de 29,1 % la même année, alors qu'il est de 31,8 % au niveau départemental.
En 2018, la commune comptait 11 098 hommes pour 12 284 femmes, soit un taux de 52,54 % de femmes, légèrement supérieur au taux départemental (51,02 %).
Les pyramides des âges de la commune et du département s'établissent comme suit.
| Hommes | Classe d’âge | Femmes |
| ------ | ------------ | ------ |
| 0,4    | 90 ou +      | 2,6    |
| 6,6    | 75-89 ans    | 12,4   |
| 16,5   | 60-74 ans    | 19,2   |
| 21,7   | 45-59 ans    | 20,9   |
| 17,5   | 30-44 ans    | 14,7   |
| 20,8   | 15-29 ans    | 15,9   |
| 16,4   | 0-14 ans     | 14,4   |

| Hommes | Classe d’âge | Femmes |
| ------ | ------------ | ------ |
| 0,8    | 90 ou +      | 2,5    |
| 8,7    | 75-89 ans    | 12     |
| 20,5   | 60-74 ans    | 21,2   |
| 20,5   | 45-59 ans    | 20     |
| 16,8   | 30-44 ans    | 15,8   |
| 16,5   | 15-29 ans    | 13,6   |
| 16,2   | 0-14 ans     | 14,9   |

### Enseignement
Saint-Dizier compte plusieurs groupes scolaires regroupant écoles maternelles et écoles élémentaires. La ville dispose de trois collèges publics : Anne-Frank, La Noue et Luiz-Ortiz, ce dernier labellisé Architecture contemporaine remarquable . Saint-Dizier compte également deux lycées publics : Saint-Exupéry (lycée général, technique et professionnel) et Blaise-Pascal (lycée technique et professionnel). Il existe au sein de cette ville un enseignement privé : l'ESTIC (collège et lycée) et l'Assomption (école maternelle et élémentaire). Enfin, on trouve aussi deux organismes de formation pour adultes : Greta et AFPA. Saint-Dizier dépend de l'académie de Reims (zone b).

### Manifestations culturelles et festivités

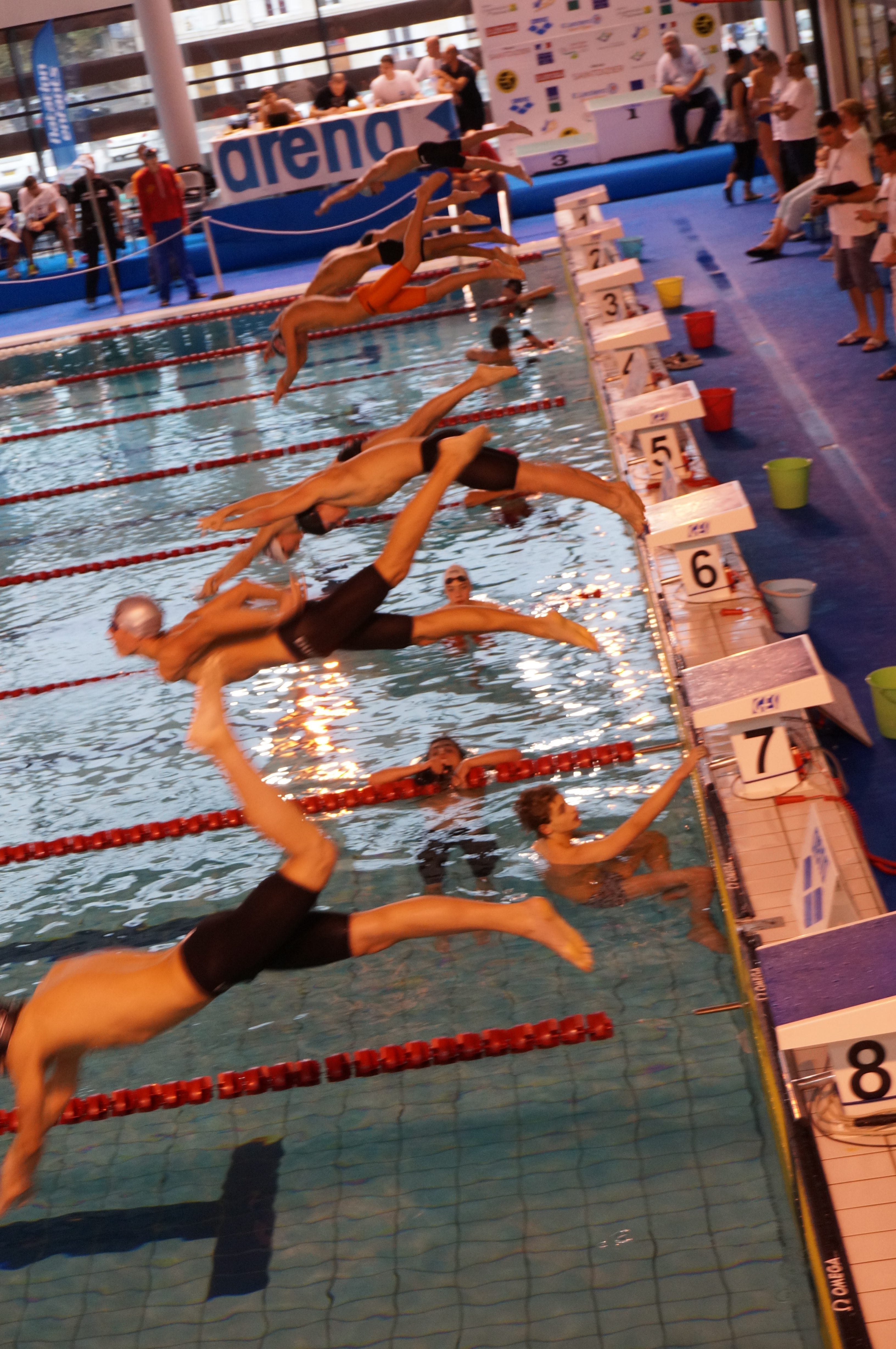
Meeting international de natation de 2013.

- La Foire Exposition de Saint-Dizier qui se déroule à l'Ascension (11e édition en 2020)
- 10 km de Saint-Dizier (15e édition en 2017)
- Festival de théâtre scolaire et amateur Mai'scènes[55]

### Santé
Saint-Dizier compte deux hôpitaux et une clinique : centre hospitalier Geneviève-de-Gaulle-Anthonioz, centre hospitalier de la Haute-Marne « André-Breton » (psychiatrie, réadaptation, convalescence) et clinique François-Ier qui se situe dans une aile de l'hôpital et appartenant au groupe Courlancy (Reims).

### Sports

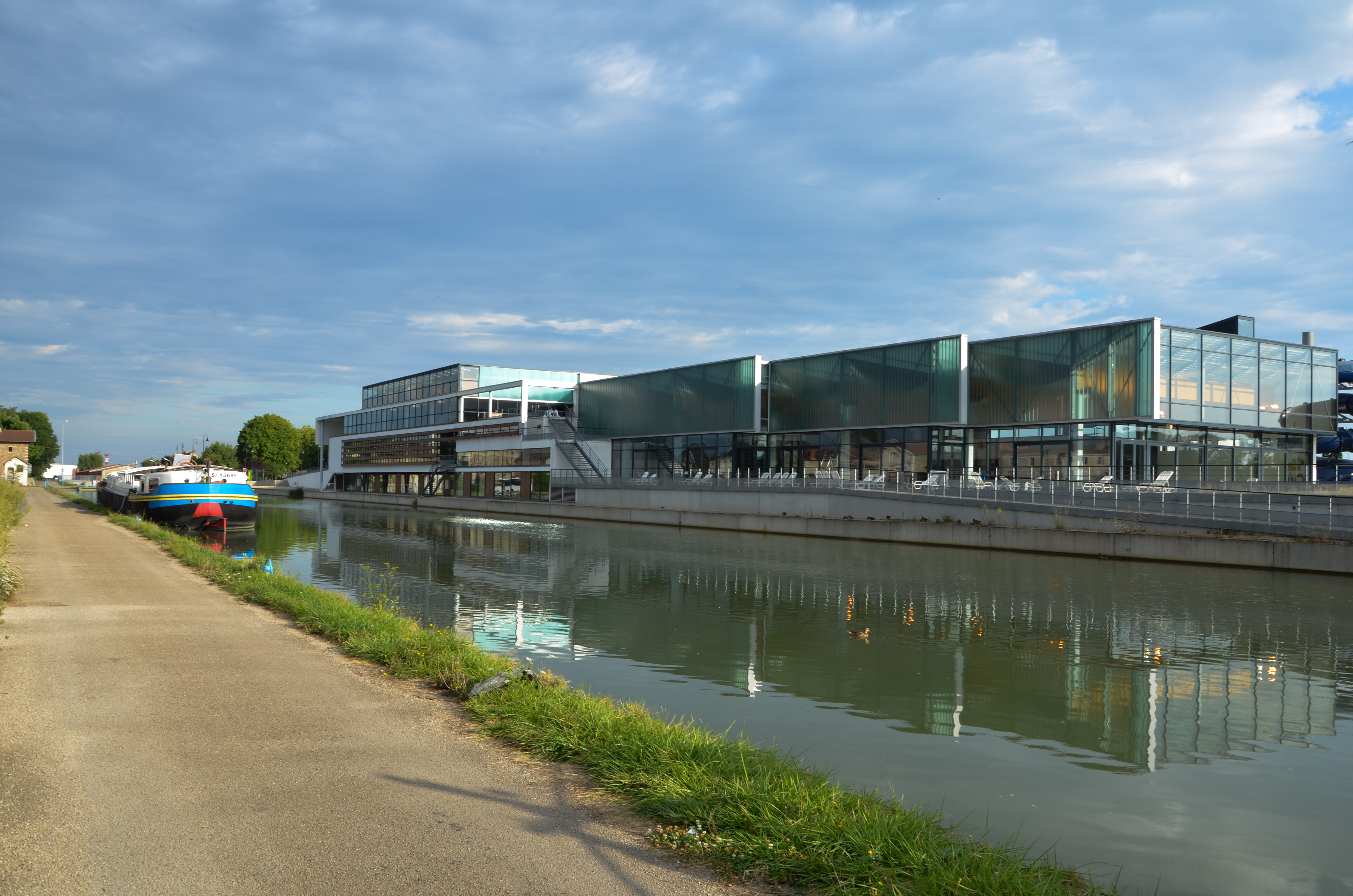
Le Centre nautique de Saint-Dizier.

Saint-Dizier compte plusieurs clubs sportifs et infrastructures à usage sportif.
Le COSD possède plusieurs sections (tennis, rugby, natation, triathlon, volley). La section football du COSD a disparu. Cependant, il existe trois clubs de football sur Saint-Dizier: le CS Bragards, l'Espérance SDZ et Marnaval. L'UJB permet la pratique du basket et du judo. Un club de judo existe également à Marnaval. Le quartier de Marnaval compte aussi un club de football et un club de tennis. Enfin, il y a dans la ville le Cercle Pugiliste de Saint-Dizier.
En ce qui concerne les infrastructures sportives, Saint-Dizier possède un stade d'une capacité de 8 000 personnes (stade Charles-Jacquin), un centre nautique (en cours d'agrandissement) où se déroule le meeting international de natation de Saint-Dizier, le complexe Suzanne-Lenglen où le COSD-TCB dispose de 10 courts (4 courts couverts, 4 courts outdoor en béton poreux et 2 courts en terre battue) où se déroule le tournoi international courant octobre (« future », 15 000 $) et deux dojos pour le judo (Marnaval et UJB). Enfin, Saint-Dizier compte d'autres infrastructures par le biais des associations et des établissements scolaires ainsi qu'un skate-park (parc du Jard).

### Médias
- Le Journal de la Haute-Marne est un journal quotidien départemental
- Puissance Télévision est la chaîne de télévision locale qui émet depuis 2016
- Radio Latitude est une radio locale diffusée à Saint-Dizier sur le 107.9 et à Troyes
- Champagne FM est une radio régionale privée diffusée sur le 101.4
- Active Radio est une radio associative diffusée sur le 100.6
- La Voix de la Haute-Marne est un journal hebdomadaire départemental

### Édifices religieux
- Église Notre-Dame-de-l'Assomption, rue Guy de Bourbon, édifiée en 1202 mais en grande partie reconstruite après l'incendie de 1775 abrite un orgue d'Aristide Cavaillé-Coll de 1862 dans un buffet de la deuxième moitié du XVIIIe siècle provenant de l'abbaye de Larrivour près de Lusigny-sur-Barse. Le portail de l'église est d'origine.
- Église Saint Martin de Gigny, place De Gaulle, au faubourg de Gigny
- Église Saint-Martin de La Noue, place de la République, au faubourg de La Noue
- Église Saint-Charles de Marnaval, rue de Savoie, au faubourg de Marnaval
- église Notre-Dame d'Hoëricourt.
- Église Sainte Thérèse du Vert-Bois, 2 Capitaine Eon
- Ancienne chapelle du couvent de l'Adoration-Réparatrice, 12 rue Commune de Paris
- Ancienne chapelle des religieuses de l'Assomption, Rue Godard-Jeanson
- Chapelle de l'établissement scolaire de l'Immaculée-Conception, 12 rue De Lattre, édifiée en 1863 sur les plans de l'architecte Hubert Fisbacq. Celui-ci s'est inspiré de la Sainte Chapelle du Palais de Justice de Paris ;
- Chapelle de la maison diocésaine Saint-Michel, 4 rue Vandeuil;
- Chapelle de la base aérienne 113
- Chapelle Cité des Ajots, 26 avenue Giraud.
- Chapelle centre hospitalier André Breton, carrefour Henri Rollin
- Chapelle du cimetière de Gigny.
- Temple de l'Église réformée de France, 34 rue Lalande
- Synagogue rue du Maréchal De lattre de Tassigny rue De Lattre
- Église évangélique protestante, 1 rue des Lachats
- Évangélique baptiste, 110 rue Ernest Renan
- Évangélique vie et lumière, 119 avenue Giraud
- Salle du royaume des témoins de Jehovah, 14 3 rue Buffon

Édifices religieux
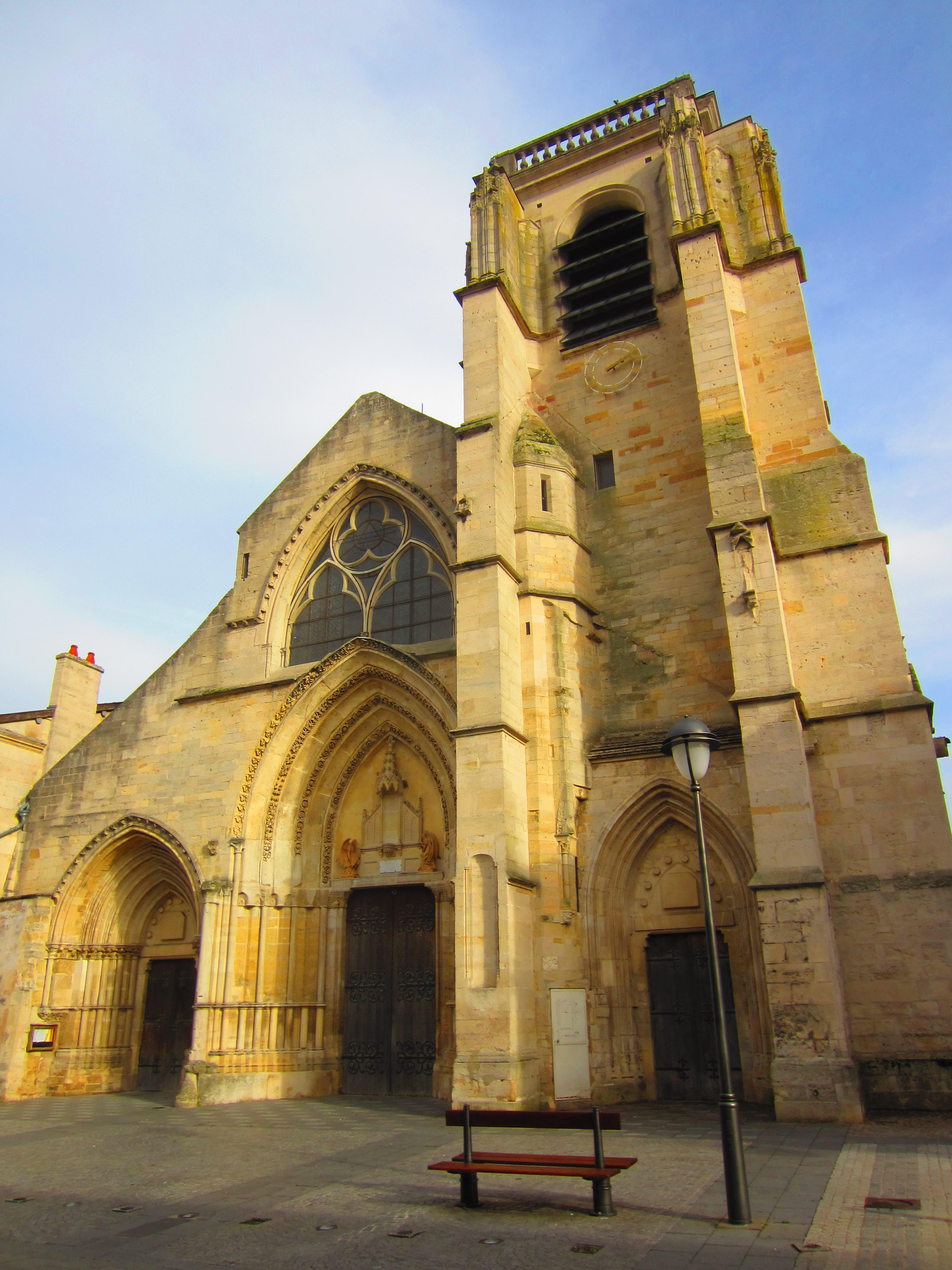
Façade de Notre-Dame de Saint-Dizier.
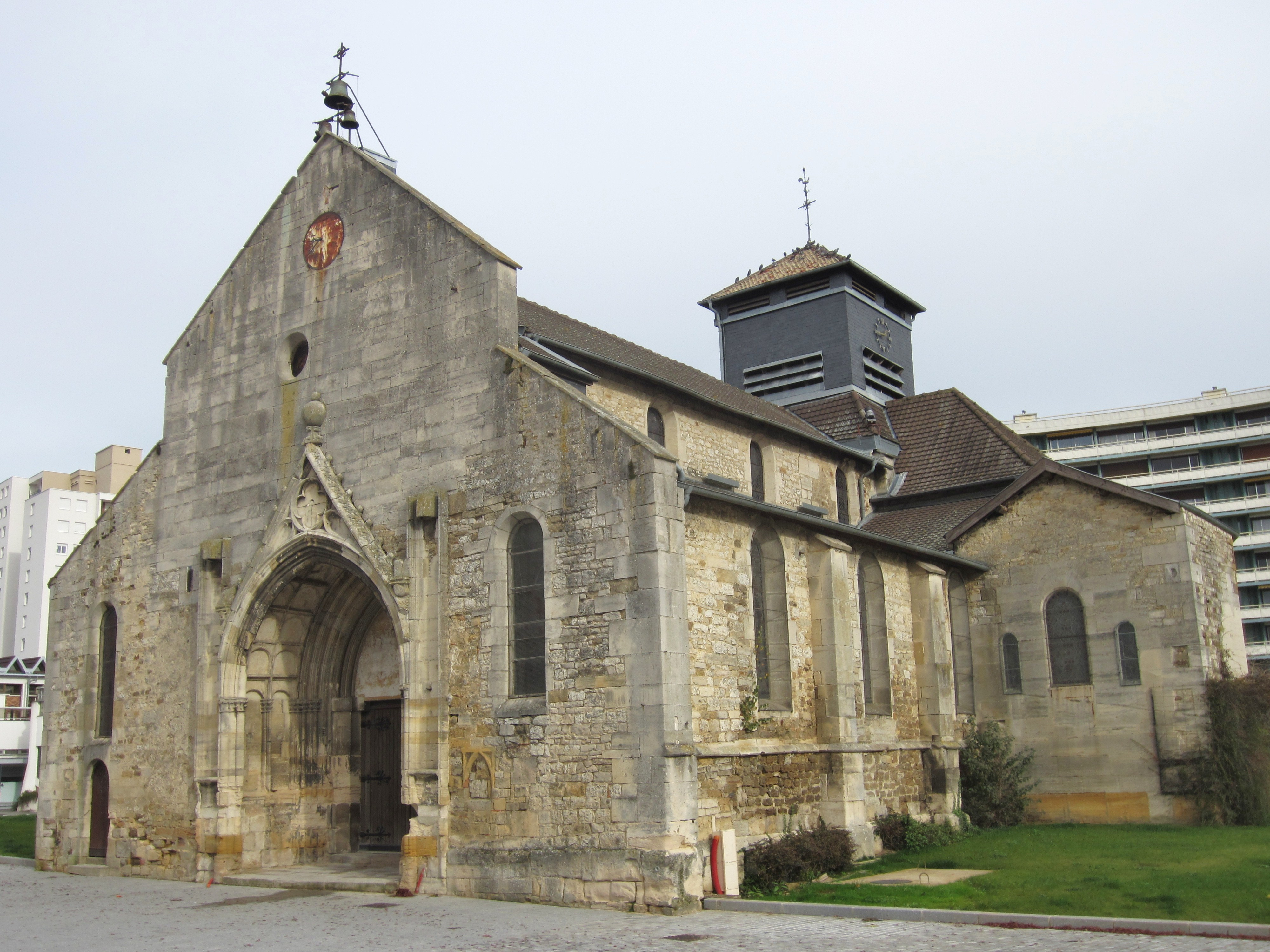
Église Saint-Martin de Gigny.
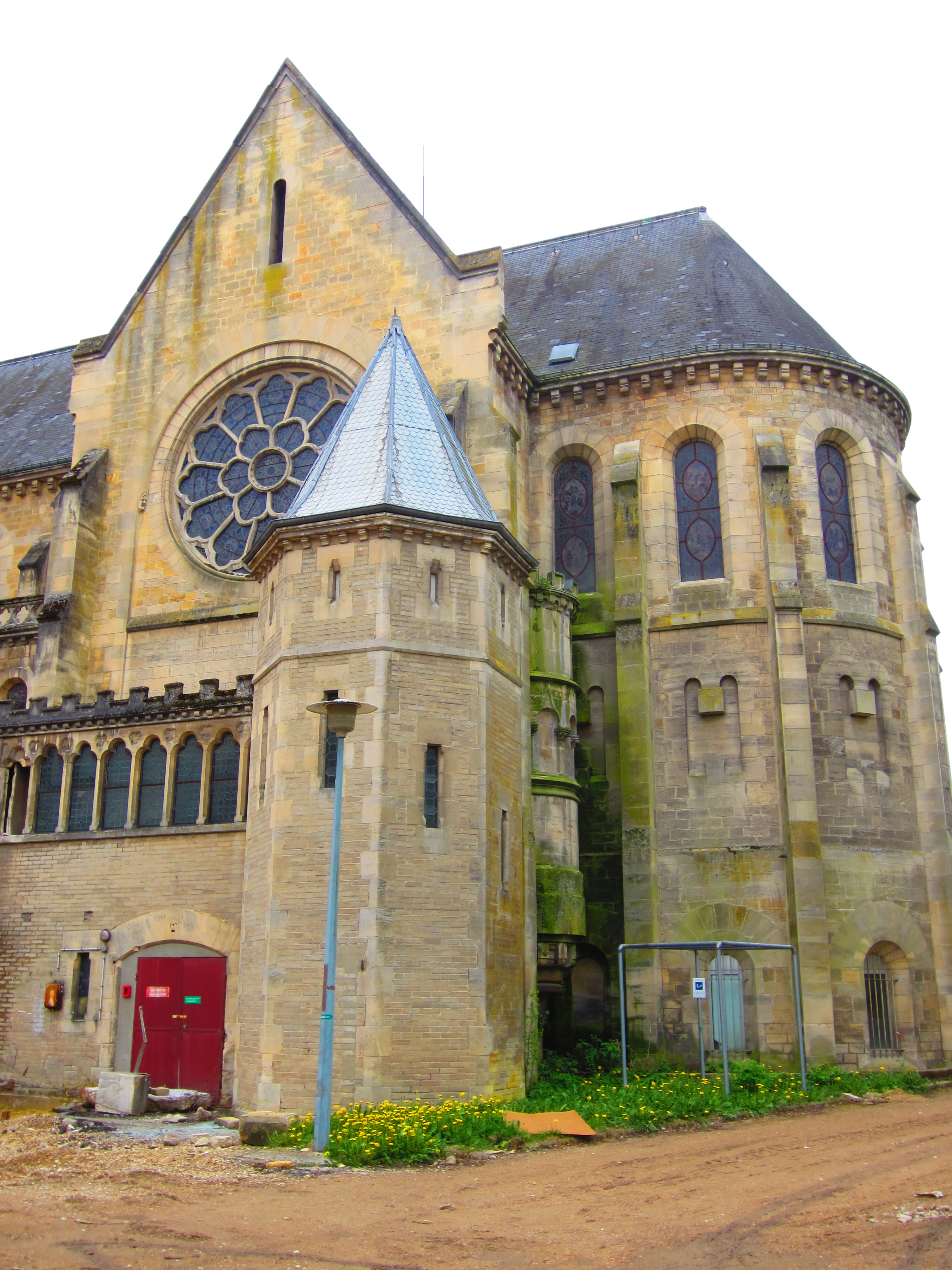
Chapelle des religieuses de l'Assomption.
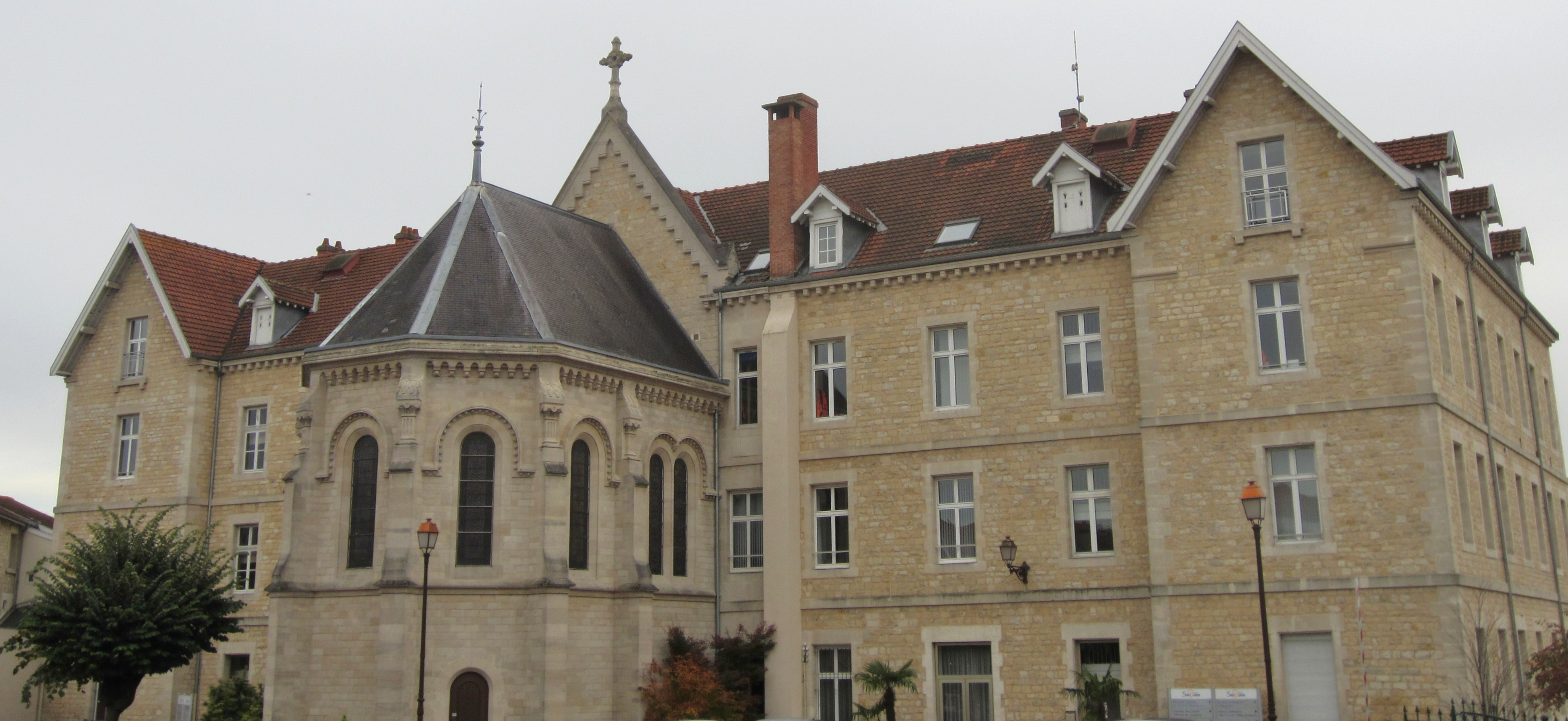
Ancienne chapelle du couvent de l'Adoration-Réparatrice.
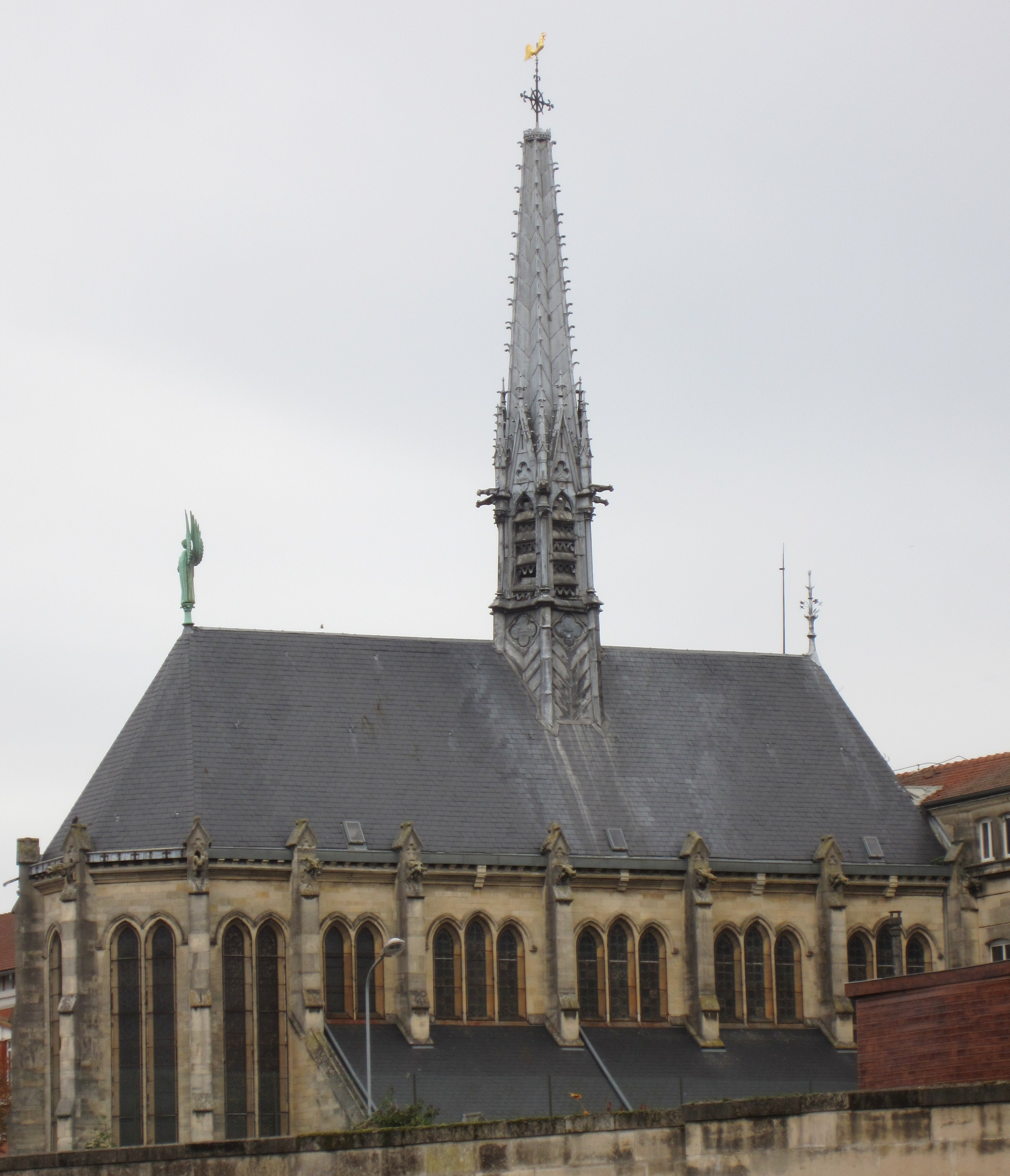
Chapelle de l'établissement scolaire de l'Immaculée-Conception.
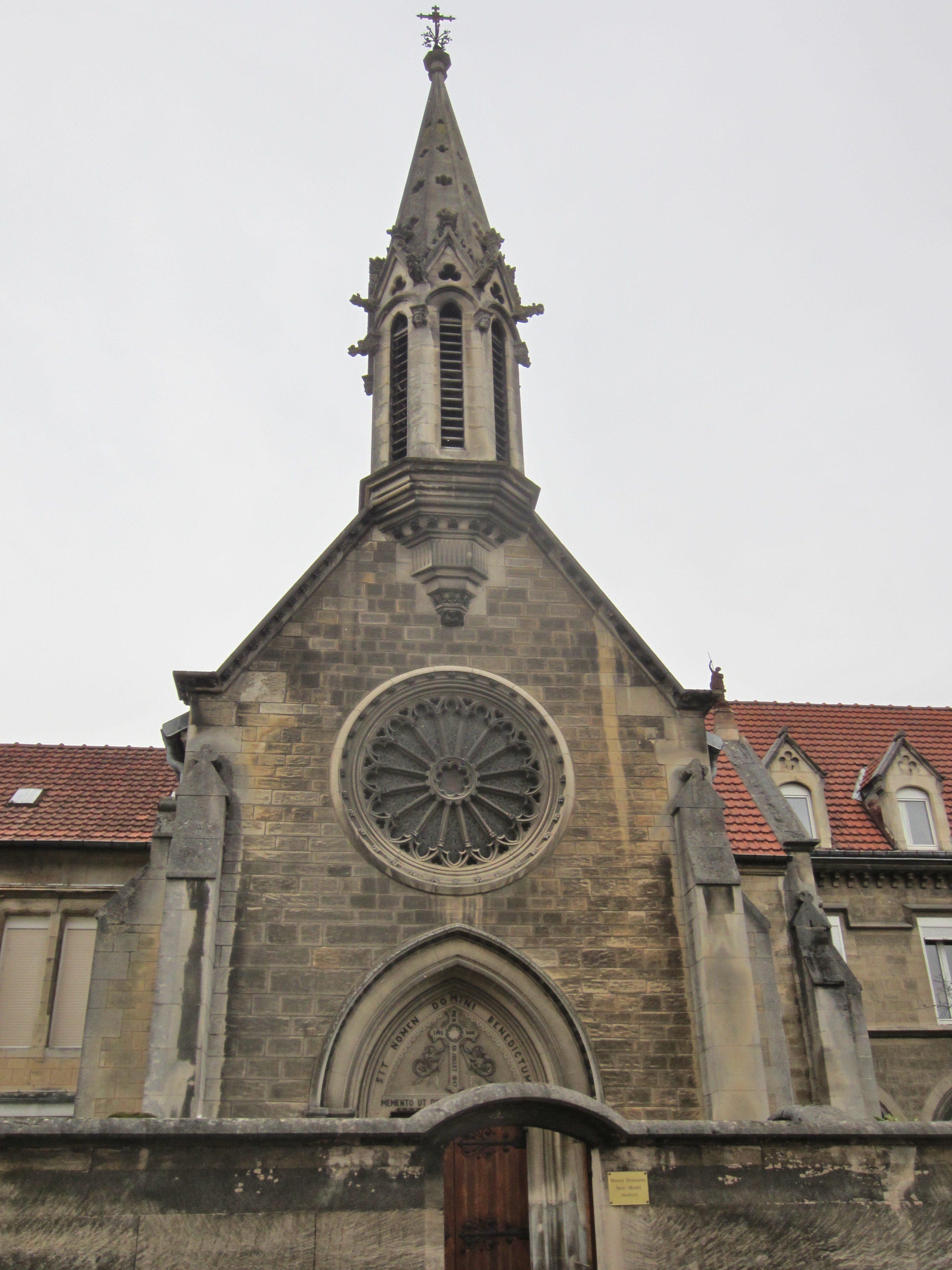
Chapelle de la maison diocésaine Saint-Michel.
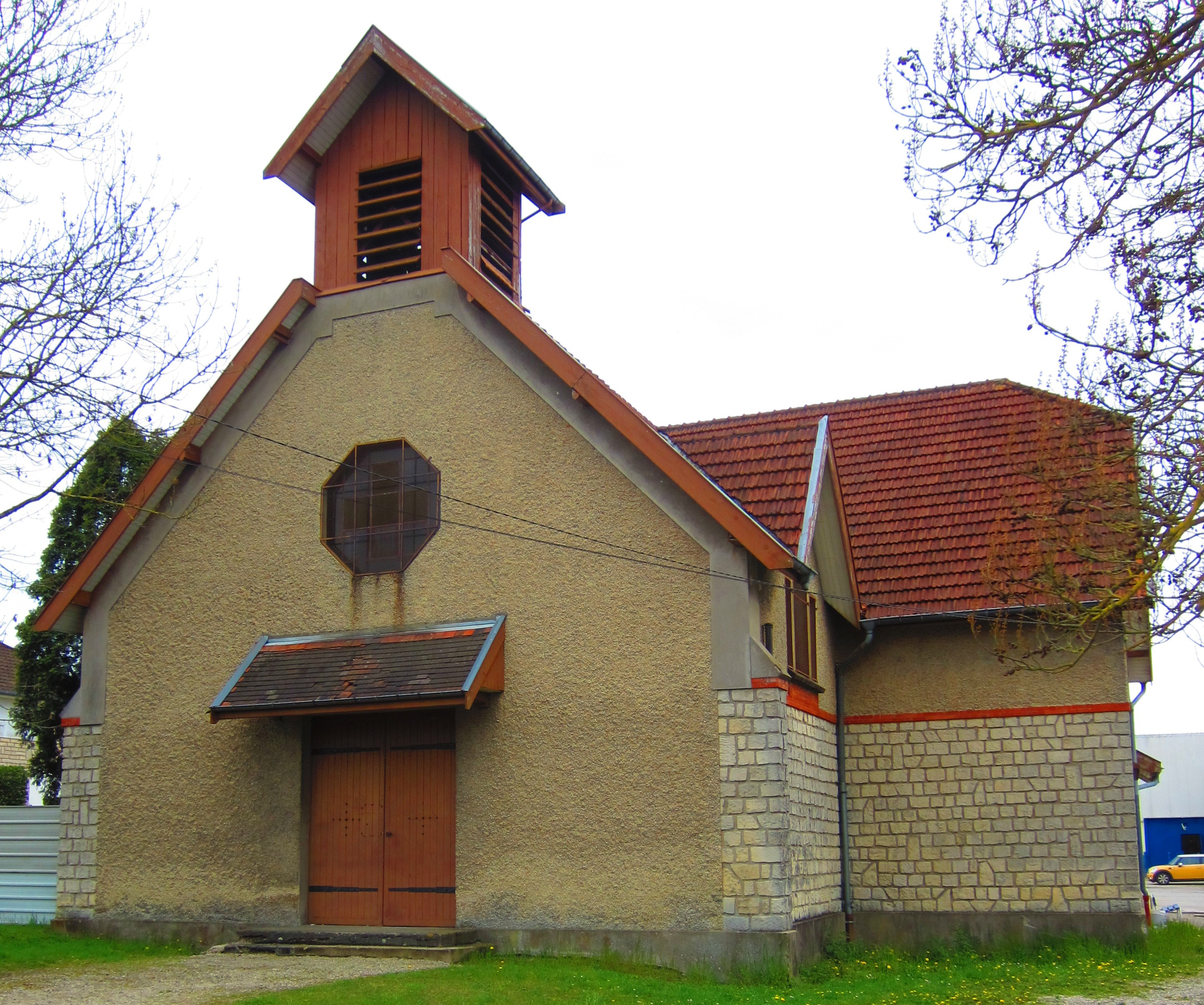
Chapelle Ajots.
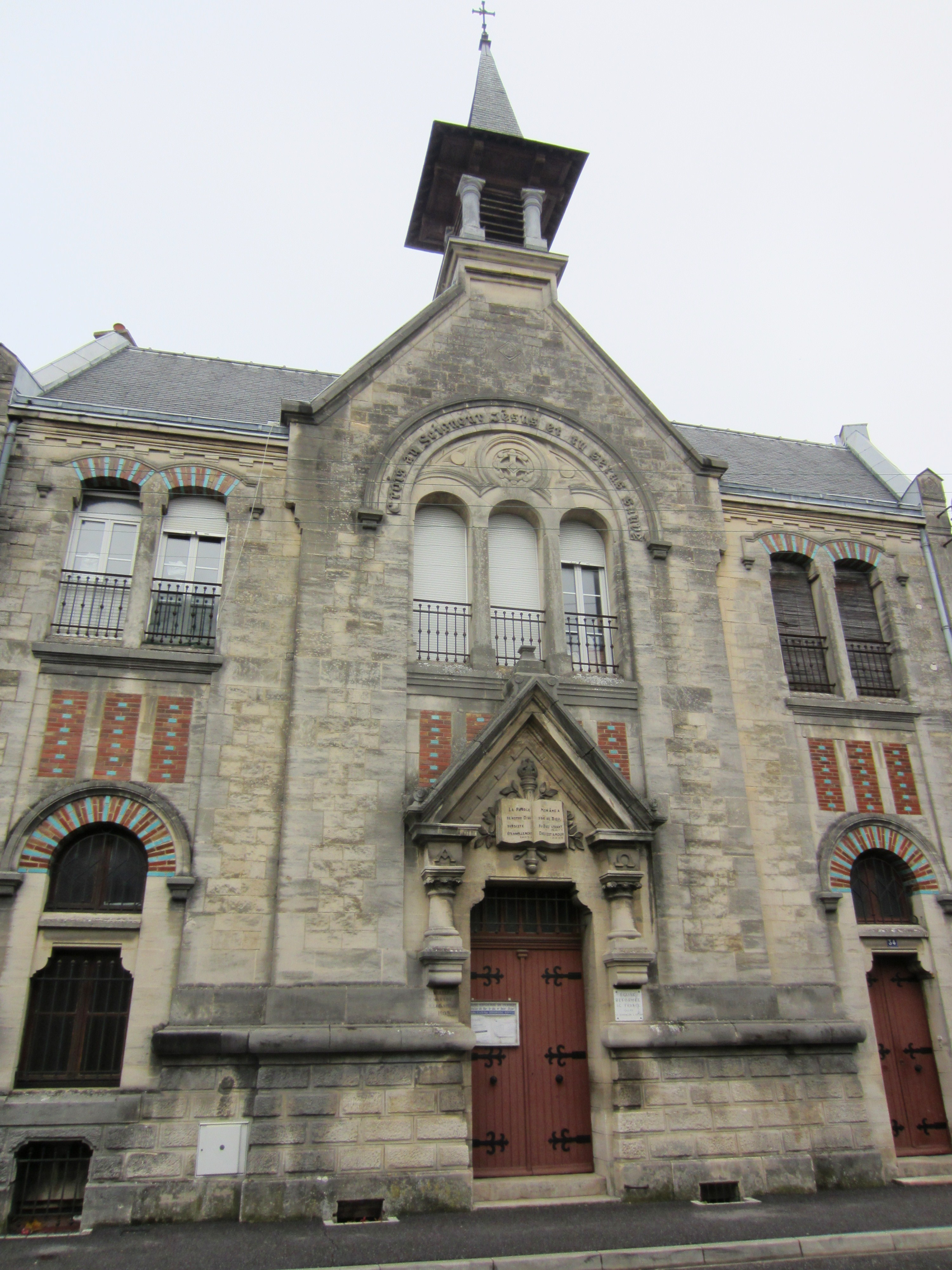
Temple réformé.
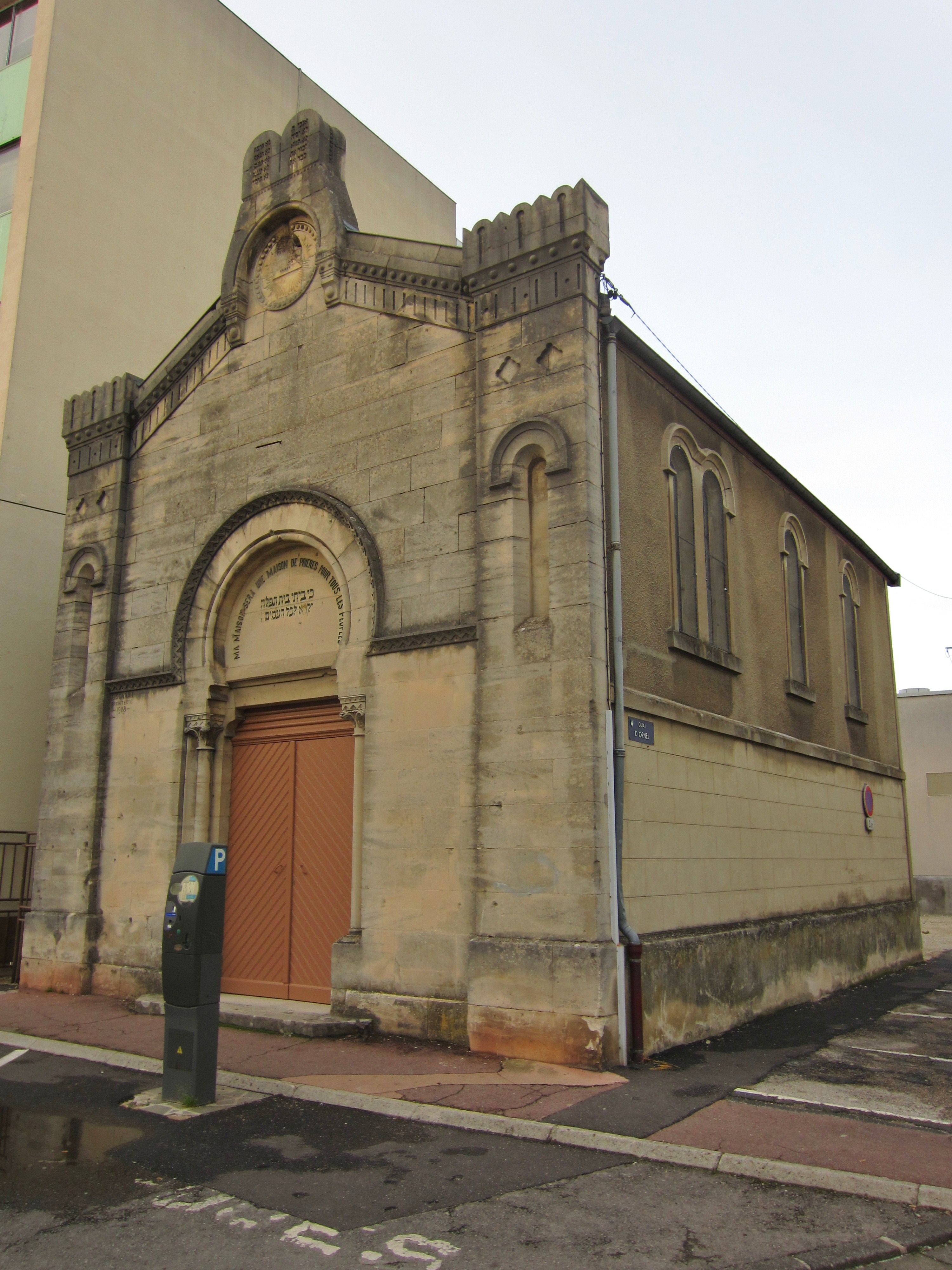
La synagogue.

## Économie

### Entreprises et commerces
Saint-Dizier est le siège de la Chambre de commerce et d'industrie de la Haute-Marne. Elle gère l’Aérodrome de Chaumont-Semoutiers.

### Industries

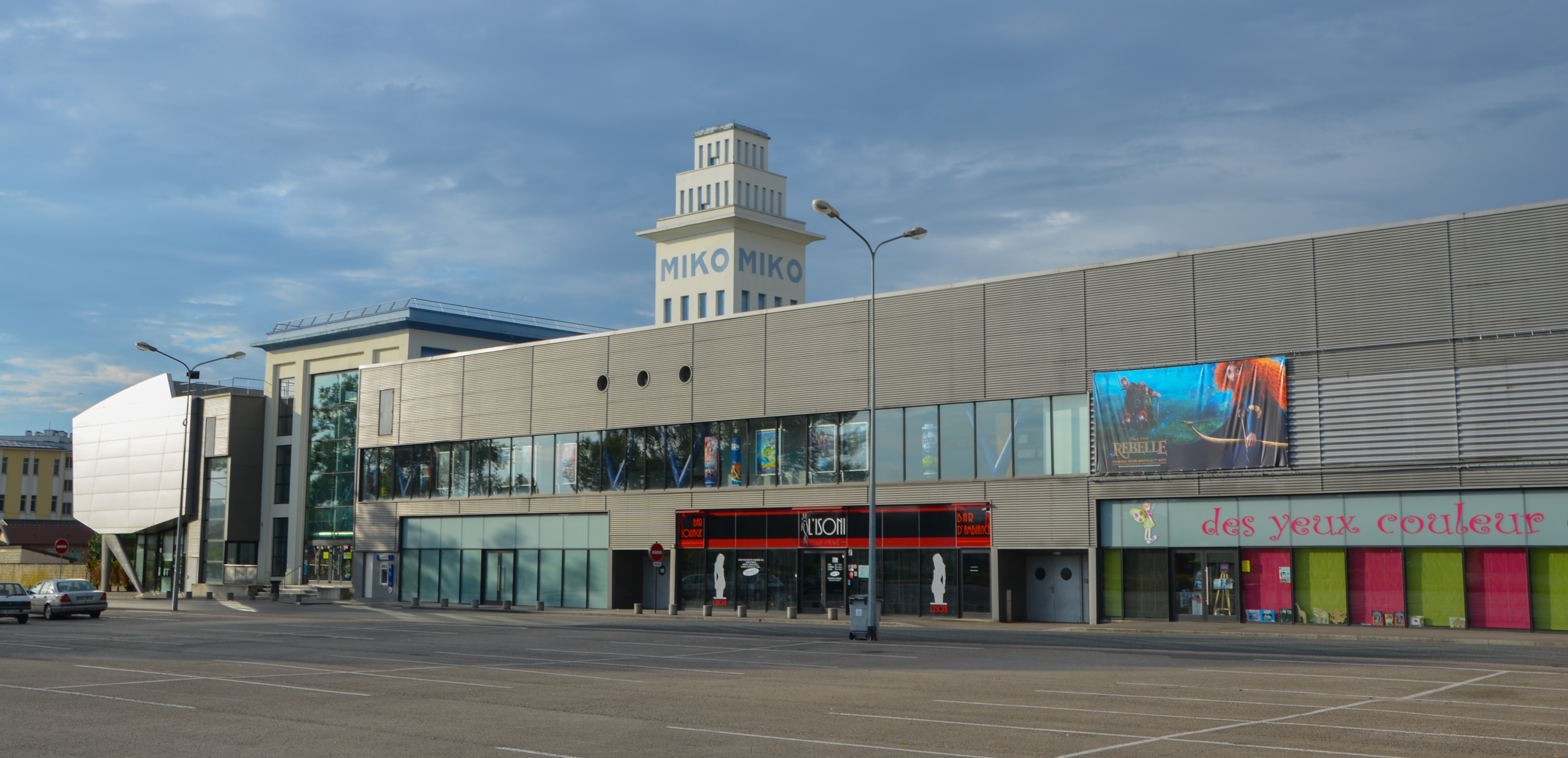
La tour Miko, devenue un des emblèmes de la ville.

L'économie de la ville connaît un fort déclin industriel, notamment dans le secteur mécanique, alors que la base aérienne 113 Saint-Dizier-Robinson et les deux établissements hospitaliers sont pourvoyeurs d'emplois.
- L'industrie est principalement occupée par le secteur de la métallurgie (Hachette et Driout) toujours prospère dans le nord de la Haute-Marne.
- Le grand architecte de l'Art nouveau Hector Guimard faisait fabriquer à la fonderie de Saint-Dizier   ses fontes ornementales (balcons…). On en voit de nombreux et beaux exemplaires en parcourant la ville.
- Le deuxième grand secteur concerne la fabrication de machines et d'équipements, avec :
  - International Harvester, prenant la suite de la CIMA (Compagnie internationale de machines agricoles, elle-même issue des usines Champenois) installe en 1950 une usine destinée à la fabrication de tracteurs agricoles, qui deviendra Case IH en 1984 avant d'entrer dans le giron de FiatAgri en 1999 puis d'Argo-Landini en 2000 et enfin en 2011 du groupe chinois YTO[57], leader du marché chinois. L'usine compta 2 800 employés au plus fort de son activité en 1982 et 223 en 2011 au moment du rachat par YTO ; En 2020, il ne reste plus rien de l'activité productive sur le site ;
  - l'installation de Ammann-Yanmar en juillet 1989, spécialiste en mini tracto-pelles, contrôlé à 100 % par le groupe japonais Yanmar depuis 2010[58].
- La ville fut également le lieu d'installation de la famille Ortiz, à l'origine de la marque Miko, et où la société rachetée par Unilever y possède une usine très importante pour le dynamisme de la cité bragarde.
- Enfin, la base aérienne 113 de Saint-Dizier « Saint-Exupéry » est également un grand pourvoyeur d'emplois, avec environ 2 000 militaires. Elle accueille 3 escadrons d'avions de combat Rafale.

## Culture locale et patrimoine

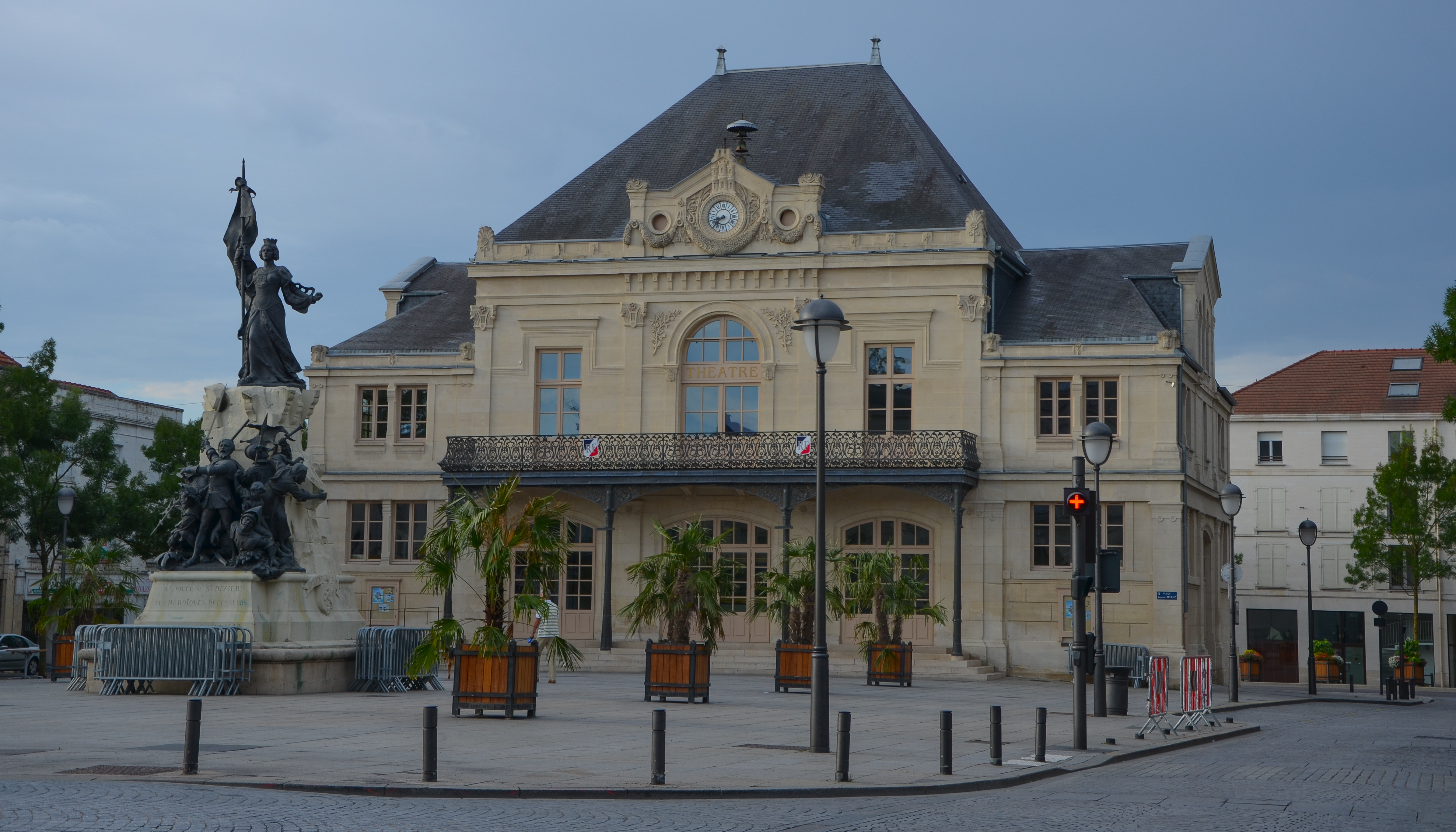
Le théâtre.

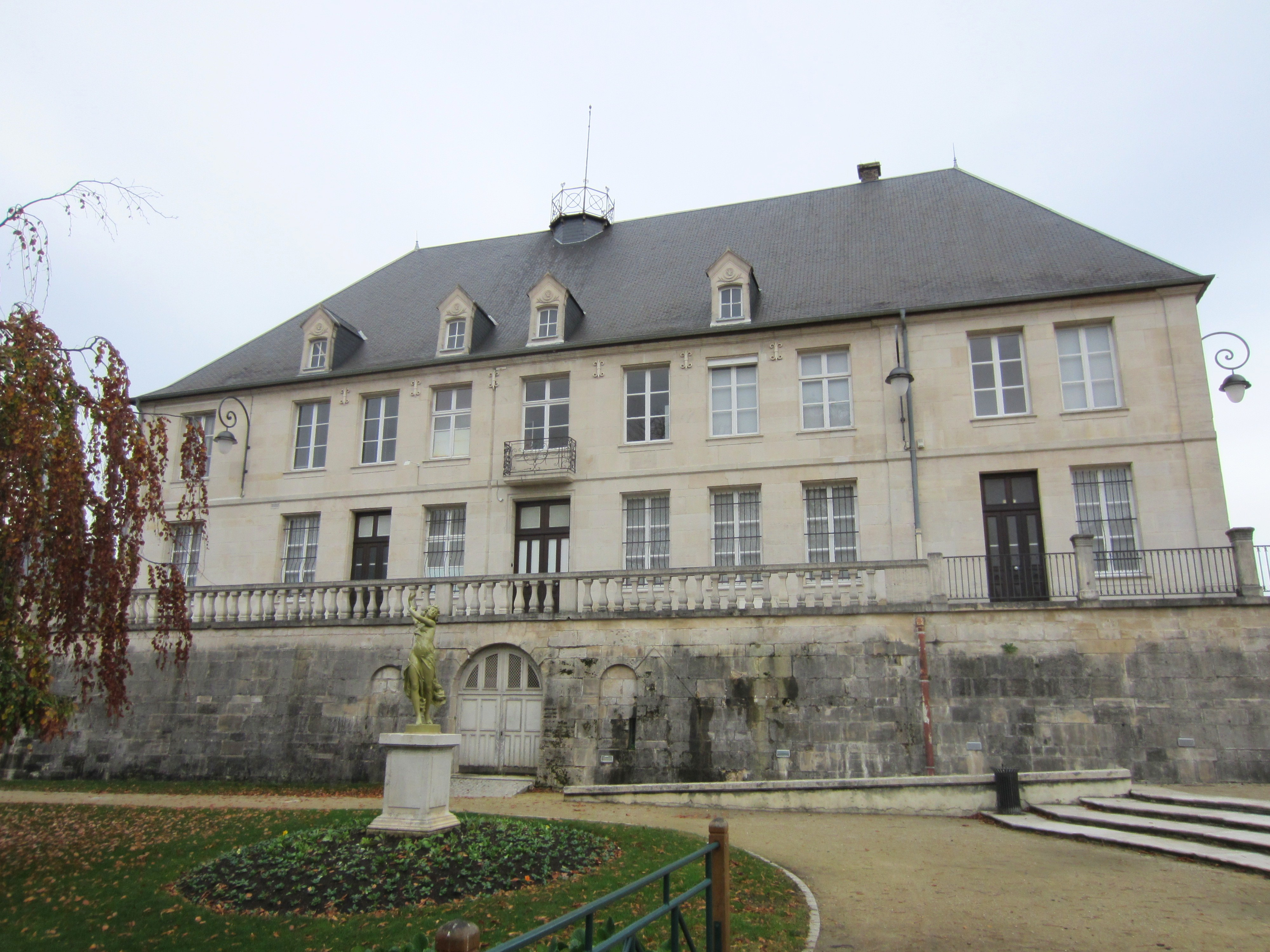
Le musée municipal.

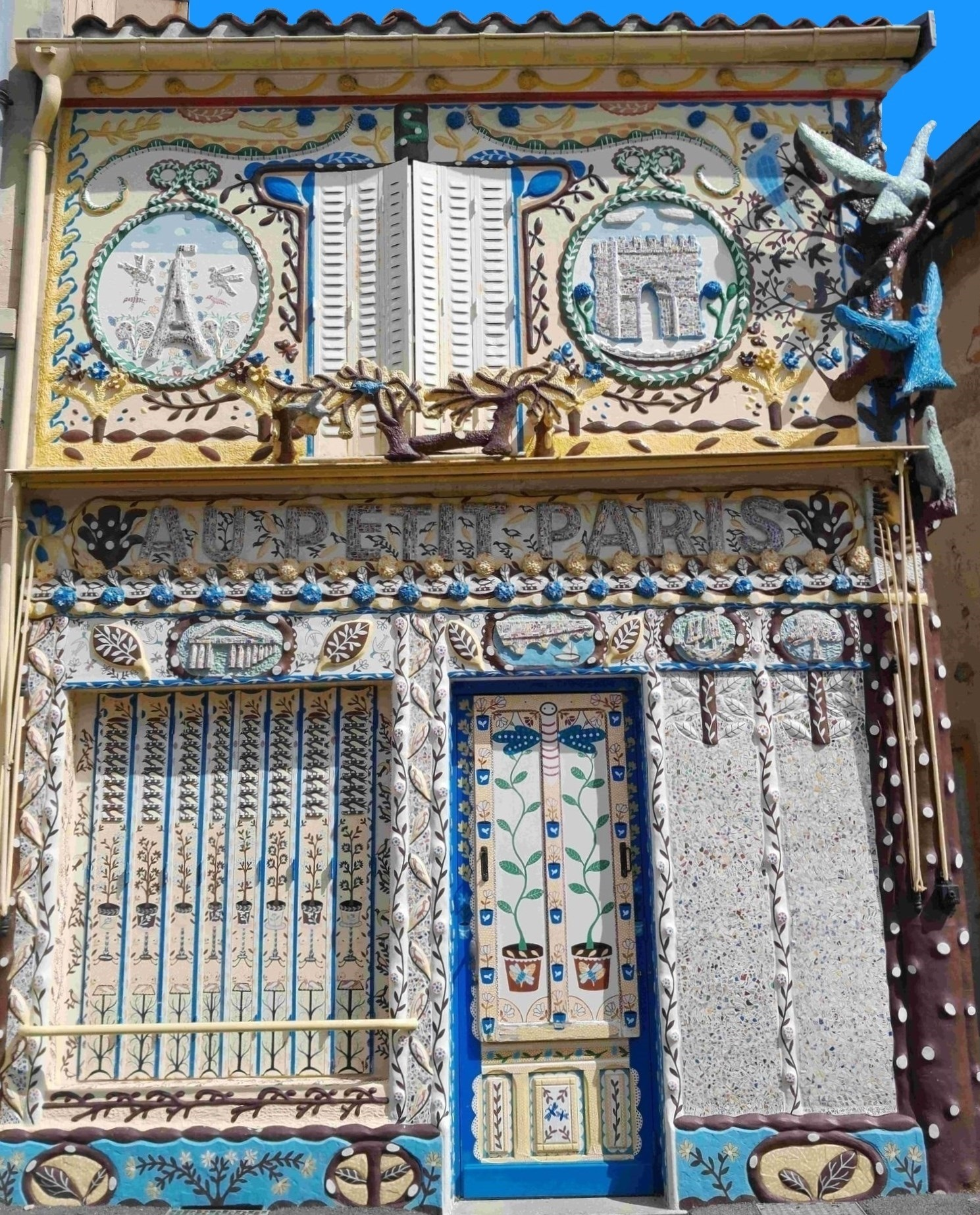
La Maison du Petit-Paris

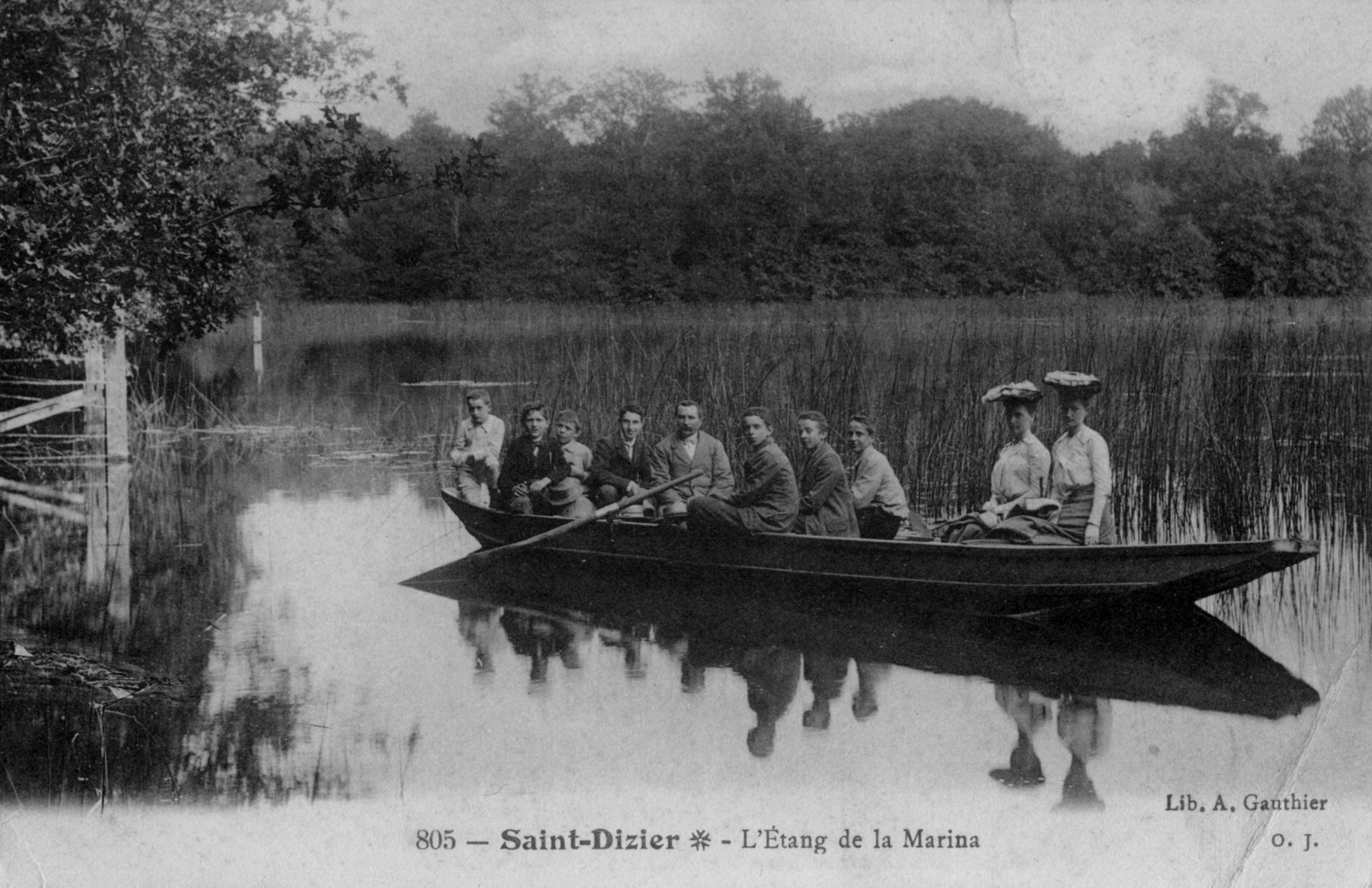
Saint-Dizier. L'étang de la Marina.
Carte postale ancienne.

### Lieux et monuments
Les principaux monuments de la ville sont :
- l'ancien château médiéval du XIIe siècle dont il subsiste un corps de bâtiment dans lequel est installé depuis 1959 la sous-préfecture ainsi que deux tours d'entrée ; il reste par ailleurs quatre tours des anciens remparts ;
- la halle aux Blés bâtie en 1860 a été transformée en théâtre à l'italienne en 1906 ;
- il subsiste dans le centre-ville plusieurs maisons à pans de bois rescapées de l'incendie de 1775. La plus connue est la Maison Parcollet datée du XVIe siècle ;
- Maison du Petit-Paris, maison décorée de Marcel Dhièvre ;
- l'hôtel de ville érigé en 1863 sur pilotis à la place d'un ancien bastion ;
- le Musée municipal rassemble des collections en paléontologie, ornithologie, archéologie, beaux-arts et quelques fontes Guimard ;
- le quartier de la Noue et ses pittoresques « voyottes » ;
- Villa, 45 Clos-Mortier ;
- le viaduc routier de Marnaval ;
- la Chambre de commerce et d'industrie construite en 1897 ;
- le Musée du souvenir français ;
- le Monument représentant le siège de 1544 dédié à la mémoire des Bragards (1906)[59] ; il est l'œuvre de R.Carillon et sur ses faces : La ville de Saint-Dizier à ses héroïques défenseurs. Souscription publique 1901_1905; les armes de l'ingénieur Marino, du capitaine Lalande et du comte de Sancerre, défenseurs de la ville[60] ;
- l'église Saint-Martin de Gigny ;
- l'église Notre-Dame-de-l'Assomption ;
- l'église Saint-Martin de la Noue ;
- l'église Sainte-Thérèse de l'Enfant Jésus, construite en 1961-1962 sur les plans d'André Croizé et Roger Sudre, en béton, dotée d'une impressionnante vôute parabolique qui recouvre la nef, et d'un cloître carré décoré de vitraux carrés et rectangulaires de couleur bleu et jaune.
L'édifice est labellisé Architecture contemporaine remarquable[61].
- la synagogue de Saint-Dizier rénovée en 2011.
- En centre-ville, l'ancien site de l'usine Miko a été transformé en cinéma multiplexe, le Ciné Quai, qui conserve aujourd’hui la tour Miko construite en 1927 en béton et une  structure poutres et poteaux avec un remplissage en brique par l'entreprise Demay-Frères comme éléments d'une brasserie. Après 1954, les bâtiments sont occupés par l’usine de glaces Miko et la tour lui sert de support publicitaire. 
Une exposition retrace l'histoire du site. 
L'édifice est labellisé Architecture contemporaine remarquable[62].
L’usine fonctionne toujours mais a été déplacée dans la zone industrielle de Trois-Fontaines avec la construction d'un immense entrepôt de stockage pouvant contenir 35 000 palettes environ (40 m de hauteur, 40 m de largeur et 80 m de longueur). Ce qui en fait un des plus gros frigo d'Europe !

- Immeuble de logement social « Les Toits rouges » avenue Pasteur, construits pour l'OPHLM de Saint-Dizier en 1992-1994 sur les plans d'Iwona Buczkowska, comprenant une ossature en béton et un revêtement en bois. L'édifice est labellisé Architecture contemporaine remarquable[63] et fait il l'objet d'un intéressant développement dans le film "conversations d'architectures avec Iwona Buczkowska".
- Et récemment, l'inauguration, des fuseaux, une salle de spectacle et de concert. Qui participe à l'ouverture culturelle de la ville, avec le théatre et le musée de Saint-Dizier.

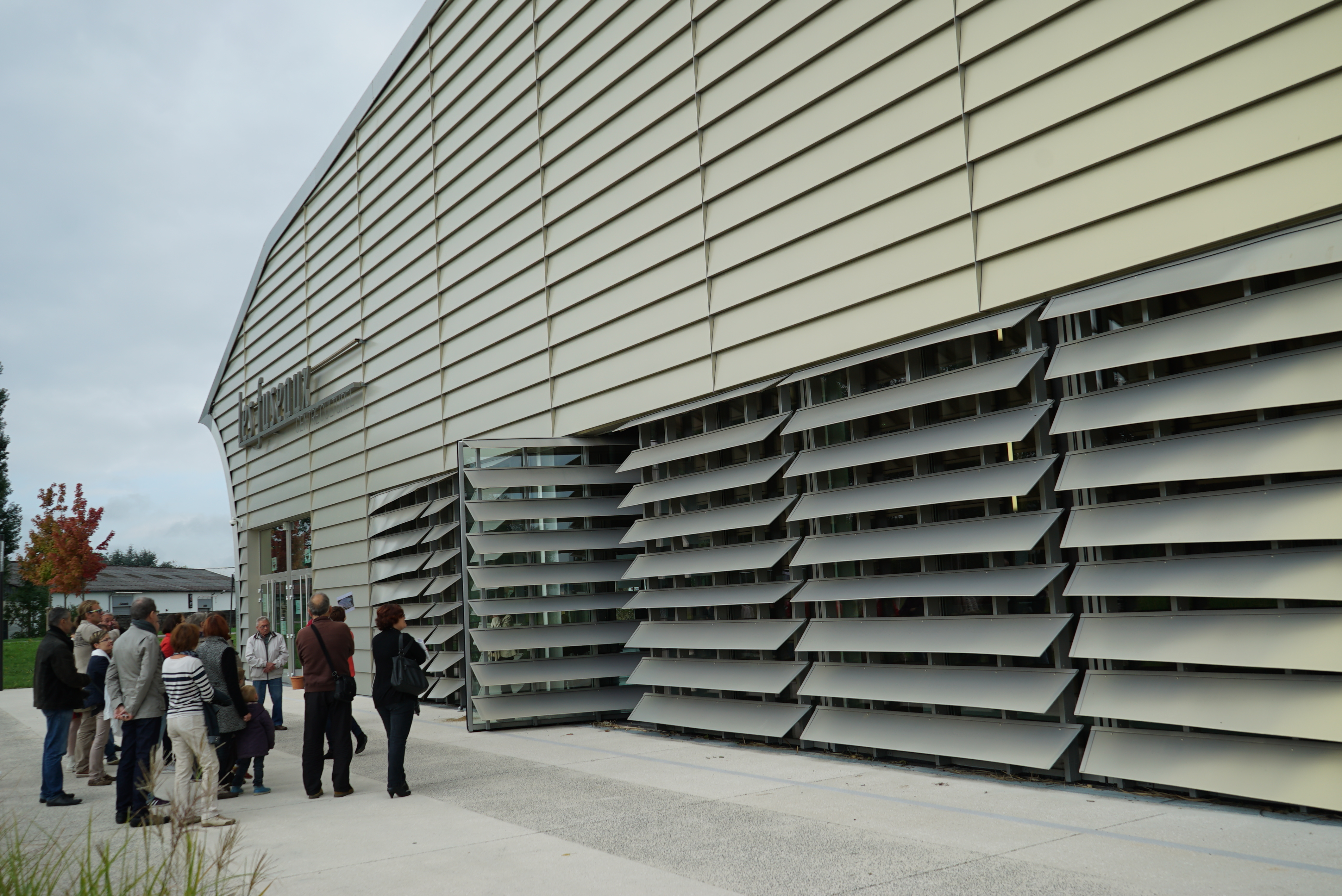
Les Fuseaux côté stationnement.

Saint-Dizier se trouve à 15 km du lac du Der-Chantecoq, Giffaumont champaubert qui comprend une importante base de loisirs, plusieurs petits commerces et un casino.

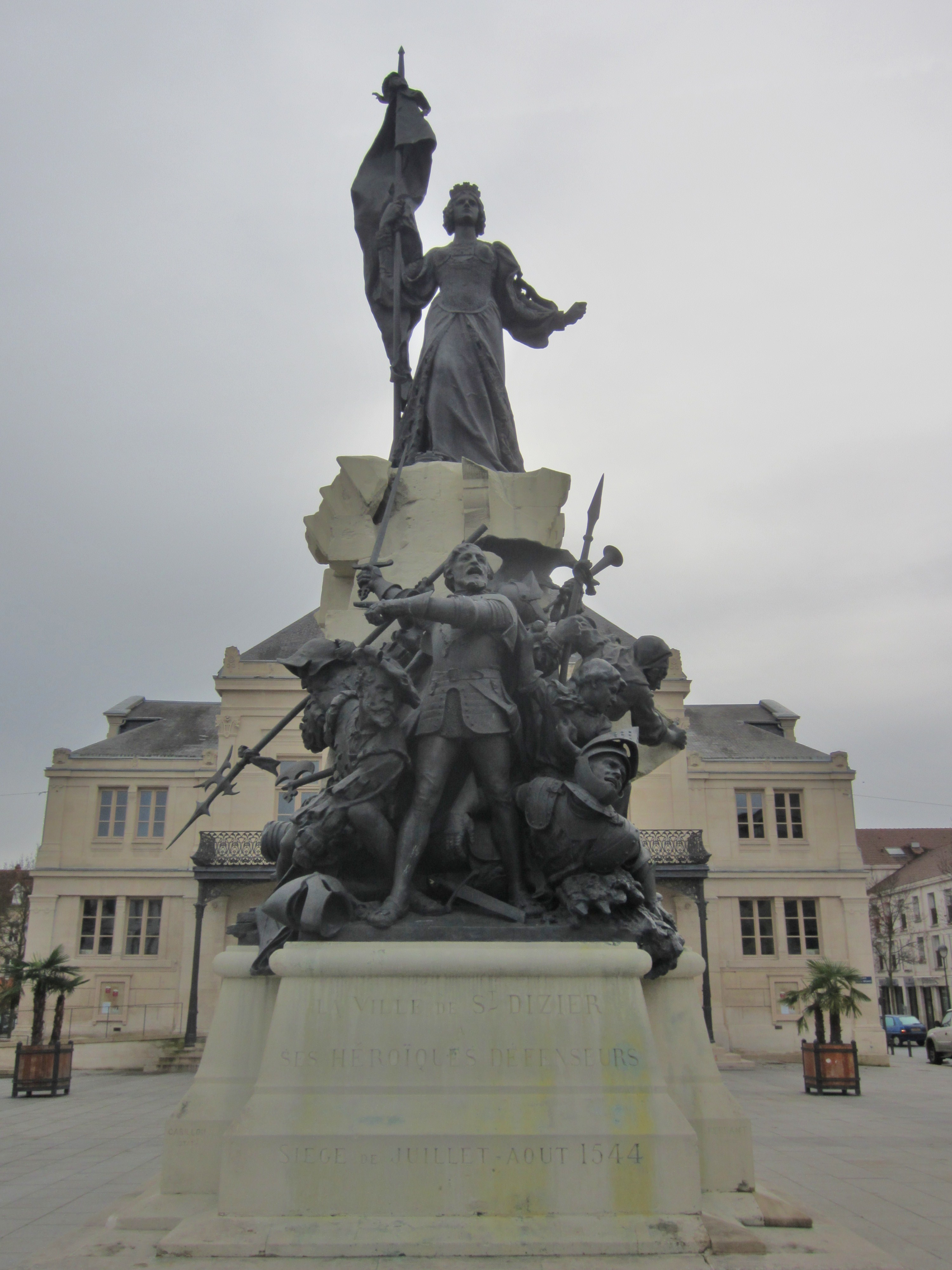
Monument commémoratif du siège de 1544.
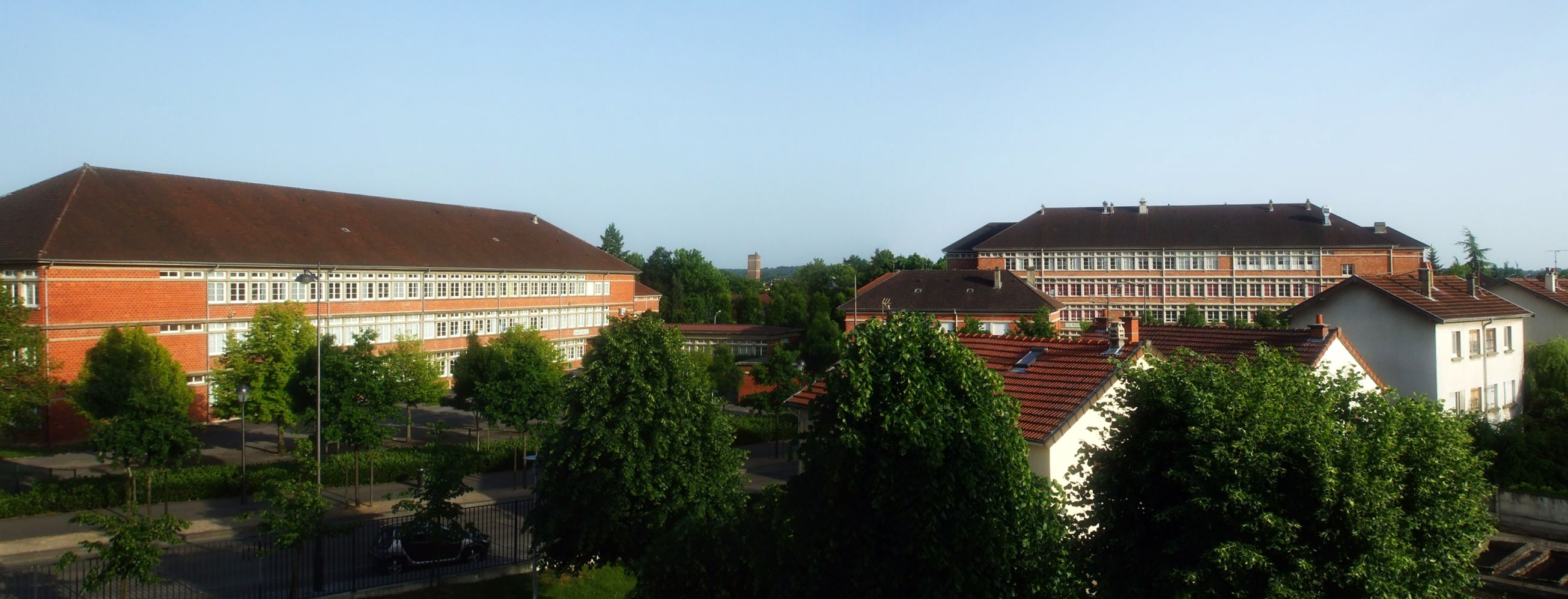
Lycée Saint-Exupéry.
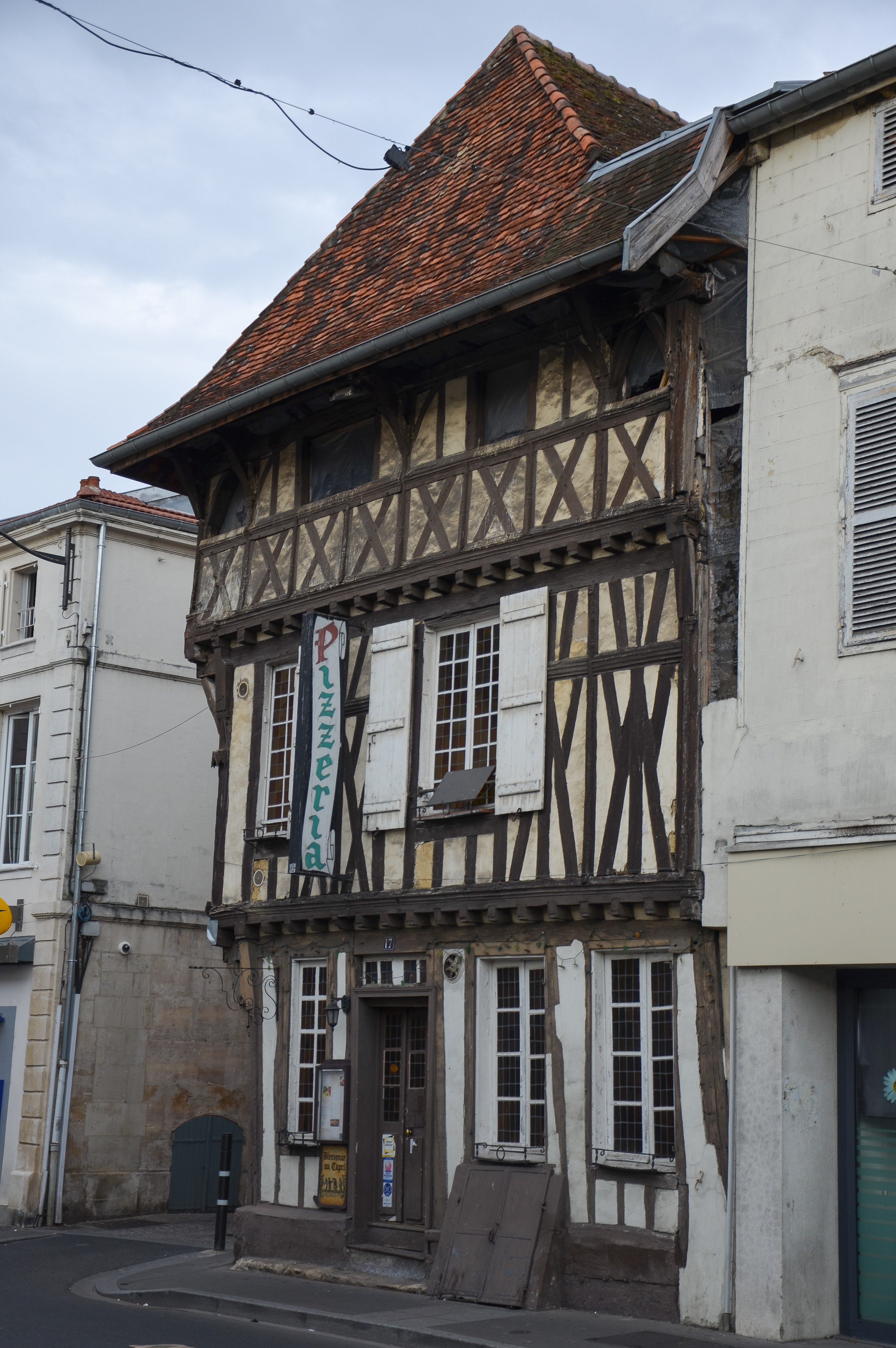
La maison Parcollet dans le centre-ville de Saint-Dizier.
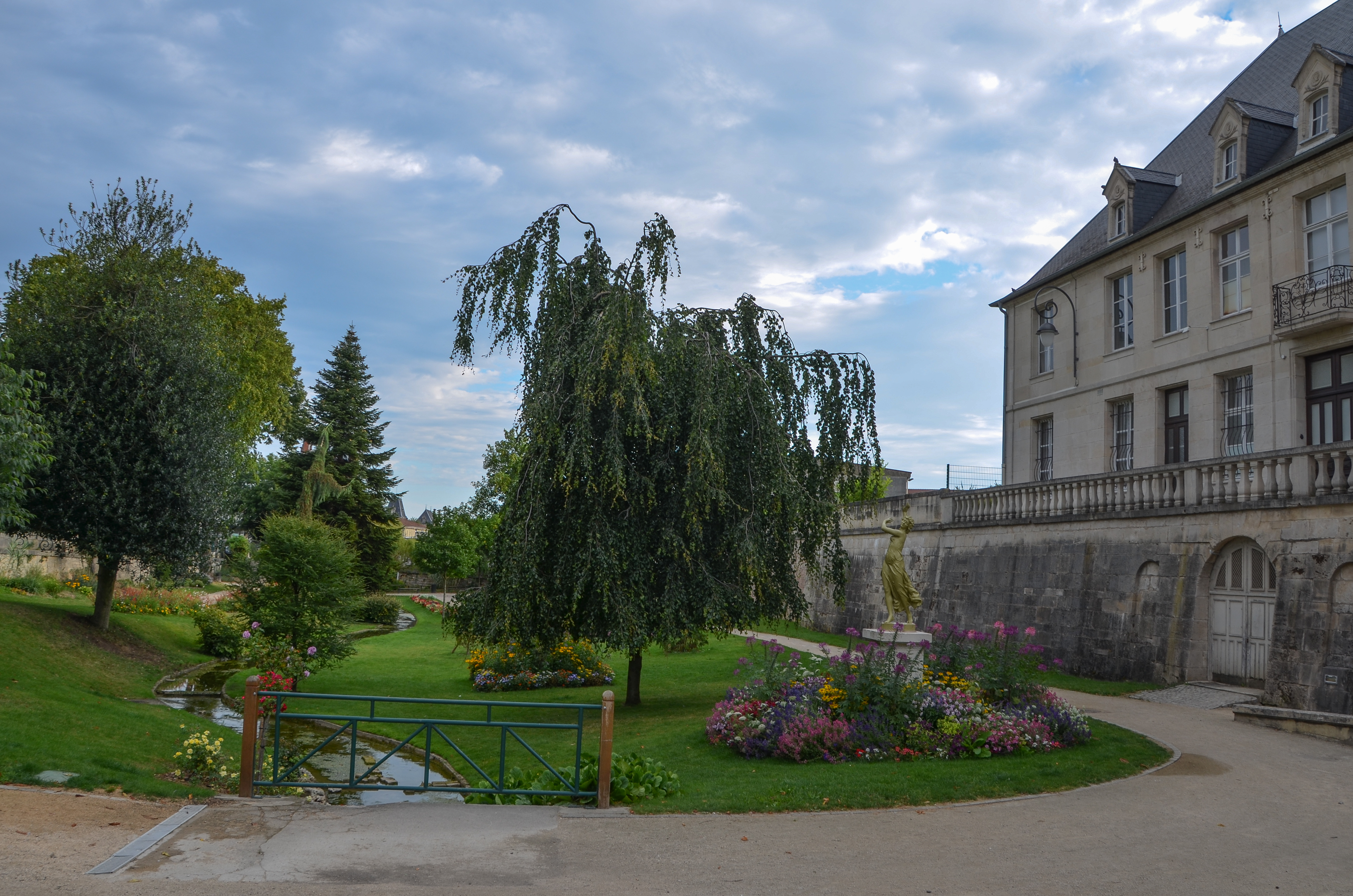
Musée de Saint-Dizier et jardin de la Poste.

### Patrimoine culturel
Les fontes d'art d'Hector Guimard qui ornent les balcons et qui embellissent la ville (Fontaine Wallace) qui font de Saint-Dizier un des hauts lieux de la fonderie et de la métallurgie . 

### Gastronomie
La Bragardise, spécialité de Saint-Dizier.

### Personnalités liées à la commune
- Götz von Berlichingen (vers 1480-1562), chevalier allemand ainsi qu'un mercenaire, surnommé Main de fer, participe au siège de Saint-Dizier de 1544 ;
- Charles de Balsac d'Entragues dit Le Bel Entragues, dit Entraguet (1545-1599), baron de Dunes et comte de Graville, aristocrate et militaire français nommé gouverneur de Saint-Dizier en 1586 ;
- Augustin Guyard-Delalain (1797-1881), homme politique français né à Saint-Dizier ;
- Jean-François Lescuyer (1820-1887), naturaliste et ornithologue français. mort à Saint-Dizier ;
- André Pirro (1869-1943), musicologue, professeur à la Sorbonne, titulaire de la chaire de musicologie, spécialiste de musique baroque et de l'œuvre pour orgue de Jean-Sébastien Bach, y est né ;
- Robert Sérot (1885-1953), homme politique né à Saint-Dizier ;
- Luis Ortiz Martinez (1889-1948), industriel et chef d'entreprise française qui a créé la société des Glaces Ortiz dans les années 1920, devenue ultérieurement  Miko, y est mort ;
- André Breton (1896-1966), poète et écrivain français, principal animateur et théoricien du surréalisme, est  médecin auxiliaire au centre de neuro-psychiatrie de Saint-Dizier en 1916 ;
- Roger Michelot (1912-1993), boxeur français, champion olympique en 1936 puis professionnel, y est né ;
- Max-Firmin Leclerc (1923-2014), écrivain, poète et réalisateur de télévision, y est né ;
- Bernard Noël (1924-1970), y est né. Il a joué notamment dans « Le feu follet » de Louis Malle, « La Ronde » de Roger Vadim et dans « Une femme mariée » de Jean-Luc Godard mais il est surtout connu et aimé du grand public pour ses rôles joués à la télévision française, en particulier « Vidocq » ;
- André Isoir, (1935-2016), organiste né à Saint-Dizier ;
- Jacques Gaillot (1935-2023), prélat catholique français, évêque d'Évreux puis évêque in partibus de Partenia, né à Saint-Dizier ;
- Jean-Paul Penin (1949- ), chef d'orchestre et compositeur français; y est né.
- Rémi Harrel (1954- ), arbitre international français de football, animateur Technique National à la Fédération française de football, responsable de la formation des arbitres et également manager des arbitres de Ligue 1, y est né.
- Nicolas Thévenin (1958- ), est un archevêque catholique français, nonce apostolique au Guatemala (en) puis en Égypte et en Oman (en), y est né ;
- Thierry Ménissier (1964- ), philosophe français, spécialisé en philosophie politique et en histoire des idées, y est né à Saint-Dizier ;
- Stéphanie Mariage (1966- ), pongiste handisport française, notamment médaillé d'or par équipe aux  Jeux paralympiques d'été de 2000 à Sydney, a vécu son adolescence à Saint-Dizier.
- Fred Chapellier (1966- ), guitariste, auteur, compositeur et interprète, a vécu son adolescence à Saint-Dizier.
- Carme Pinós (1969- ), architecte catalane, créatrice du projet « Saint-Dizier 2020 »;
- Laurent Stocker (1973- ), acteur français, sociétaire de la Comédie Française, y est né;
- Stéphanie Malarme (1974- ), escrimeuse handisport française pratiquant principalement l'épée, y est née ;
- Tété, de son vrai nom Niang Mahmoud Tété (1975- ), auteur-compositeur-interprète français, a passé une grande partie de son enfance à Saint-Dizier.
- Axel Clerget (1987- ), judoka français, champion olympique en 2021 à Tokyo, médaillé européen en 2017 et mondial en 2018 et 2019, y est né ;
- Théo Becker dit Mastu ou Masturbatman (1997), créateur de contenu français, a été scolarisé au lycée ESTIC de Saint-Dizier.

### Héraldique, logotype et devise
| Armes de Saint-Dizier | Les armes de la commune de Saint-Dizier se blasonnent ainsi : 'D'azur à un château de trois tours d'argent maçonné de sable, ouvert et ajouré du champ, posé sur une coque de bateau aussi d'argent, au franc canton dextre, de gueules chargé de la légion d'honneur d'argent, et au franc canton sénestre, palé de gueules et de sinople de huit pièces chargé d'une croix de guerre d'argent. 'L'écu surmonté de la couronne murale à quatre tours et accompagné de deux branches, une de chêne à dextre, l'autre de laurier à senestre, avec au-dessous, sur liston d'argent la devise : Regnum sustinent. |

Les habitants de Saint-Dizier sont appelés les Bragards.
L'explication la plus proche de l'étude de la langue du XVIe siècle renvoie au vieux verbe Braguer qui signifie se vanter (voir le dictionnaire Littré Braguer) : après le siège de 1544, le fait d'armes des habitants de Saint-Dizier a tourné en vantardise, d'où un surnom possible et plausible. En wallon, bragarz désigne les jeunes gens qui, enrubannés, empanachés, l'épée au côté, font les honneurs d'une fête de paroisse (XVIe s.).

### Décorations
- Légion d'honneur : 1905 pour la résistance au siège de 1544[64]
- Croix de guerre 1914-1918 : 2 novembre 1921